# Перська архітектура

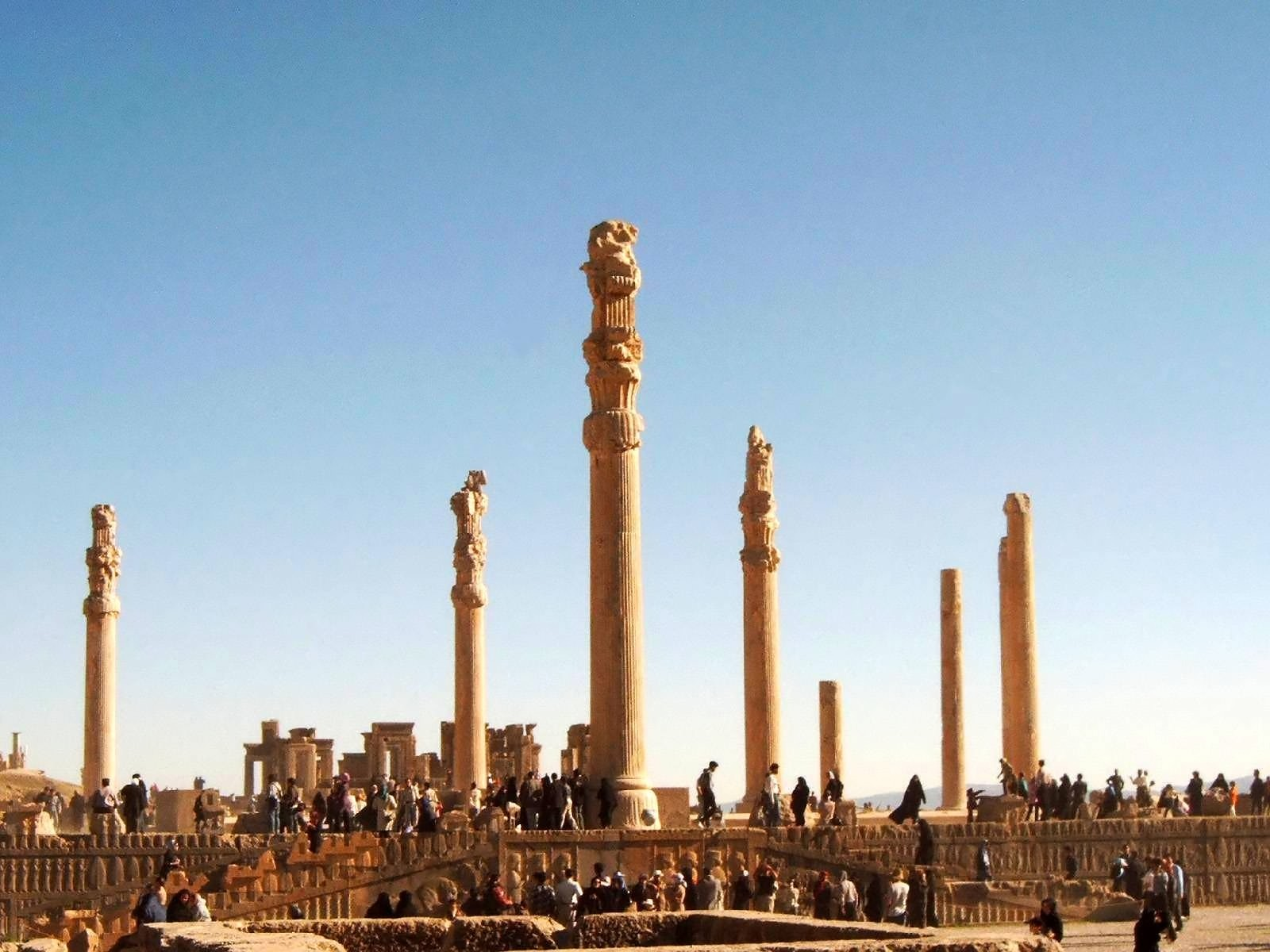
Руїни Персеполіса, столиці Ахеменідського Ірану

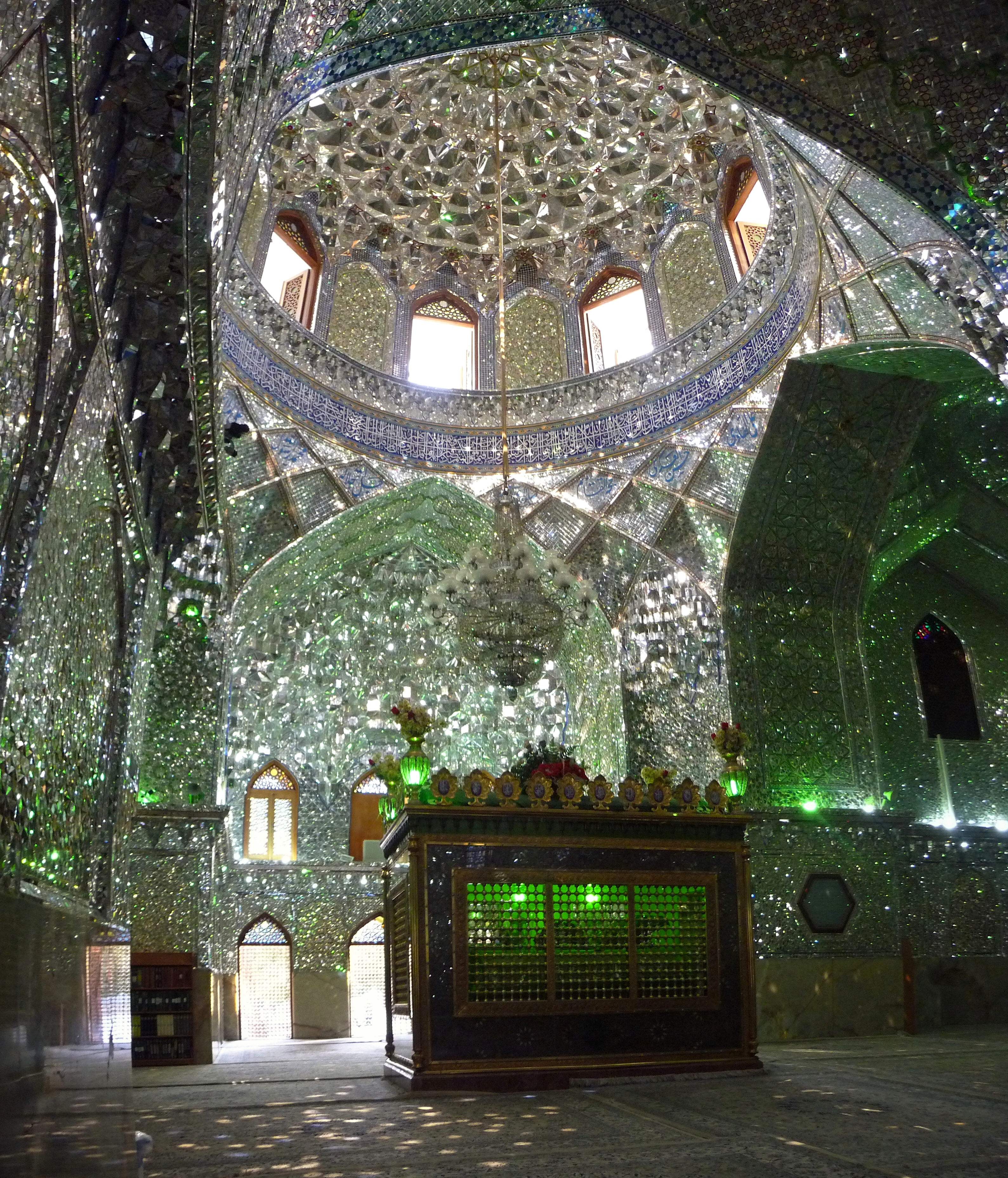
Надгробок еміра Алі, Шираз, провінція Фарс, Іран.

Перська архітектура або Іранська архітектура — архітектура властива Ірану та деяким частинам Передньої Азії, Кавказу і Центральної Азії — іранському культурному простору. Історія іранської архітектури сягає принаймні 5 тис. до н. е., а її характерні зразки зустрічаються на величезних територіях від Туреччини до Таджикистану, а також від Азербайджану до Занзібару та включають в себе безліч типів споруд. Незважаючи на давню історію, іранська архітектура продовжує розвиватись і збагачуватись новими формами — швидке зростання міст, зокрема Тегерану (архітектура Тегерану), привело до хвилі знесення старих і будівництва нових споруд поряд із історичними брамами, палацами, мечетями.

## Загальна характеристика

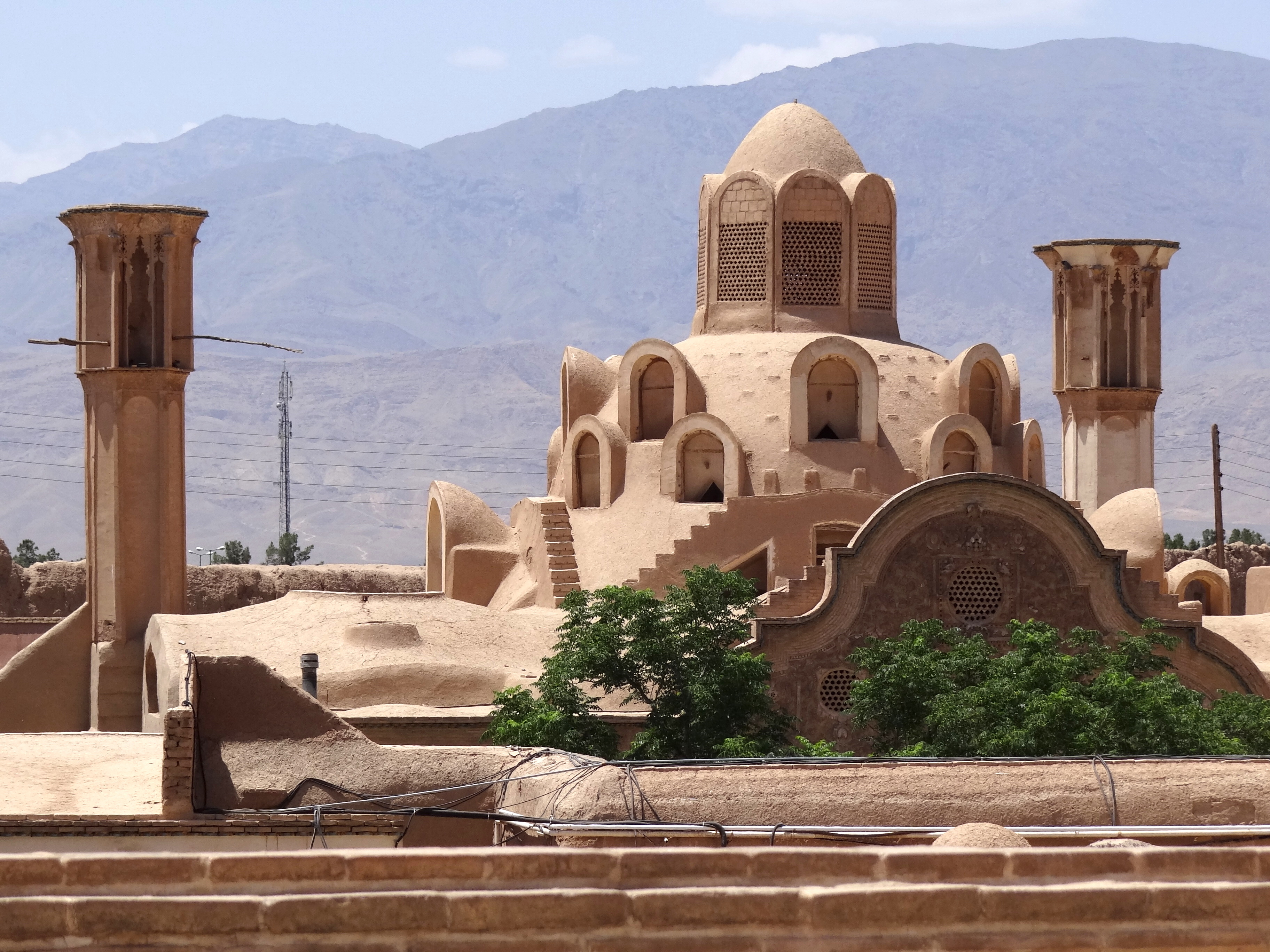
Історичний будинок Табатабей, резиденція 1857 р., Кашан. Фото 2012 р.

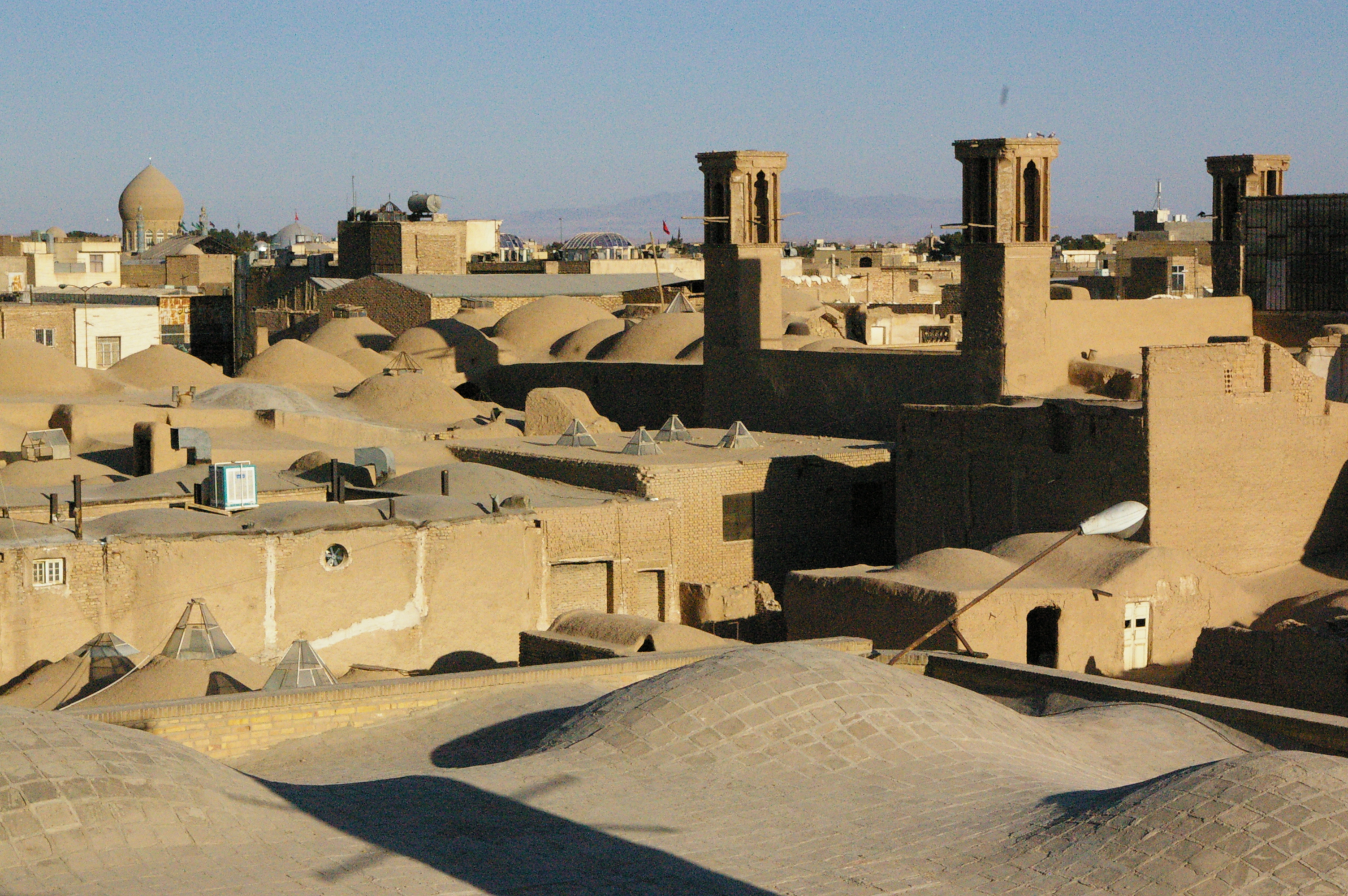
Дахи ринку в Кашані, фото 2011 р.

Перська архітектура — одна з найдавніших. Вона веде безперервну історію від 5 тис. до н. е. і до сьогодні. Характерні зразки перської архітектури поширені від Туреччини та Іраку на заході до Північної Індії і Таджикистану на сході, від Кавказу на півночі до Занзібару на півдні. Різноманітні перські архітектурні стилі знайшли відбиття у багатьох типах будівель: від селянських хатин до чайних будиночків, від перських садів та павільйонів до палаців, які були, за словами провідного американського експерта з перських мистецтв Артура Поупа «одними з найбільш величних споруд на світі».
Перська архітектура поступово розвивається на давніх традиціях і досвіді, демонструє помітну різноманітність як структурних, так і естетичних елементів. Без різких інновацій, і, попри неодноразові вторгнення й культурні потрясіння, перська архітектура стала «окремішньою, відмінною від архітектури інших мусульманських країн». Її першочергові риси: «помітне відчуття форми і масштабу; структурна винахідливість, особливо в склепіннях і куполах будівлі; геніальні декорації».
Традиційним керівним мотивом перської архітектури є її космічний символізм, «завдяки якому людина ніби вступає у взаємозв'язок і взаємодію з небесними силами». Ця тема не тільки надає перській архітектурі ідейної єдності, але, також, є основним джерелом її емоційного характеру.
За словами історика, археолога і мистецтвознавця Алана Поупа, головним напрямом у перському мистецтві, у широкому розумінні слова, завжди була архітектура. Провідне, керівне місце архітектури притаманне як доісламському, так і ісламському (феодальному) періоду в розвитку мистецтв.

## Періодизація
Іран як країна належить до держав, де феодалізм затримався у власному розвитку і хронологічно розтягся від V ст. н.е (ще тісно пов'язаний з рабовласництвом) до кінця XX ст.
Історію архітектури феодального Ірану розділили на три періоди в залежності від фази устрою —
- ранній феодалізм (V—IX ст. н. е.)
- розвинений феодалізм (X—XV ст. н. е.)
- пізній феодалізм (з XVI ст. і донині)[6]

## Архітектура доби раннього феодалізму
Враховуючи, що перський культурний простір в добу раннього феодалізму був територією з різними віросповіданнями, тут будували храми для зороастрійців, для християн, а з VII ст. (після військового захоплення Персії арабами) і для мусульман. Іслам початкової пори ще не мав агресивного характеру і не ставав на перешкоді будівництву сакральних споруд для інших вірувань. Лише через 100—150 років в місцевій храмовій архітектурі почали переважати мечеті.
Згодом пройшли взаємовпливи арабської та місцевої архітектури. З кінця VIII ст. на півночі Персії збереглася невелика мечеть Тарікхане, що має прямокутний дворик. Розпланування та вимоги для мусульманського богослужіння пов'язують споруду Тарікхане з арабським прототипом. Але декор і форми колон, що нагадують колони у сасанідському палаці у Сервістані, характер арок прямокутного двору ідуть від місцевої архітектури. З арабської архітектури і мистецтва були цілком викинуті зображення головного бога, а відтак набула моці заборона на зображення людини як такої. Через це зникла перська монументальна скульптура домусульманського періоду. Але Персія мала відмінні властивості у власному мистецтві, де образ людини ніколи не зникав остаточно (попри заборони ісламу) і перейшов у мініатюри рукописів, у декор палацових стінописів, у твори декоративно-ужиткового мистецтва.
На подальший розвиток перської архітектури справили плив політичні події, особливо визволення Персії від влади Арабського халіфату.

## У добу розвиненого феодалізму

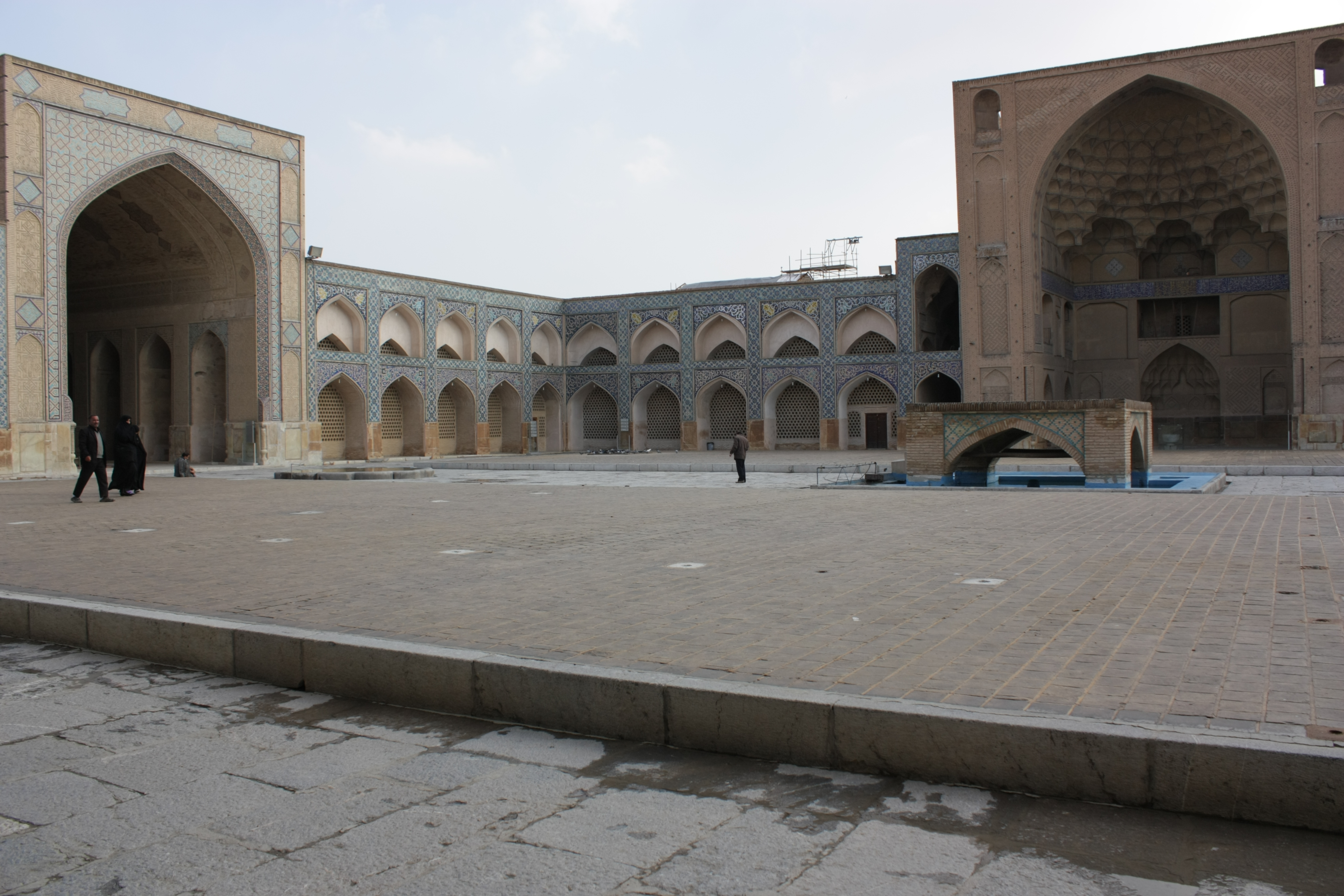
Ісфаган. Айвани соборної мечеті, фото 2013 р.

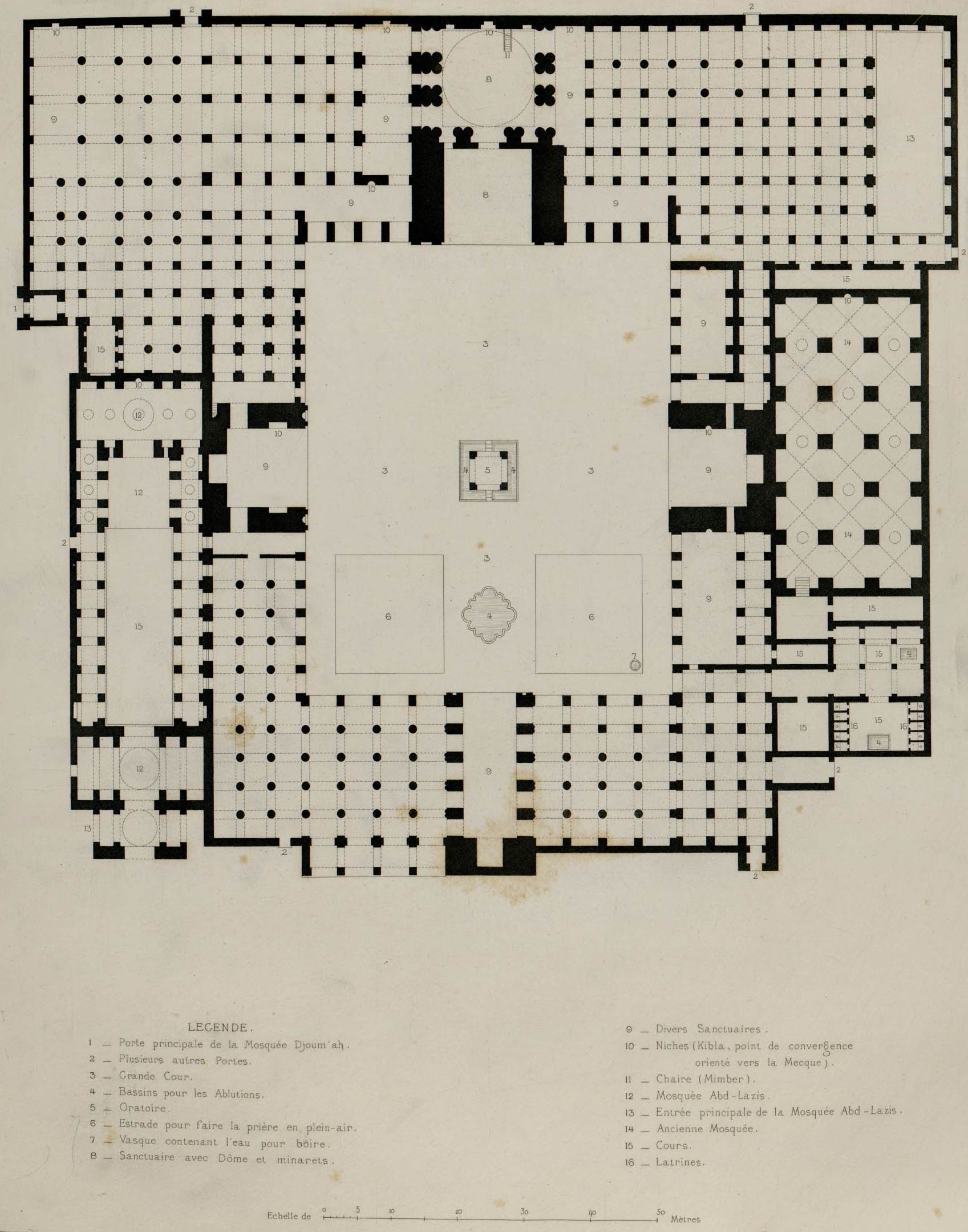
Соборна мечеть в місті Ісфаган, план з добудовами.

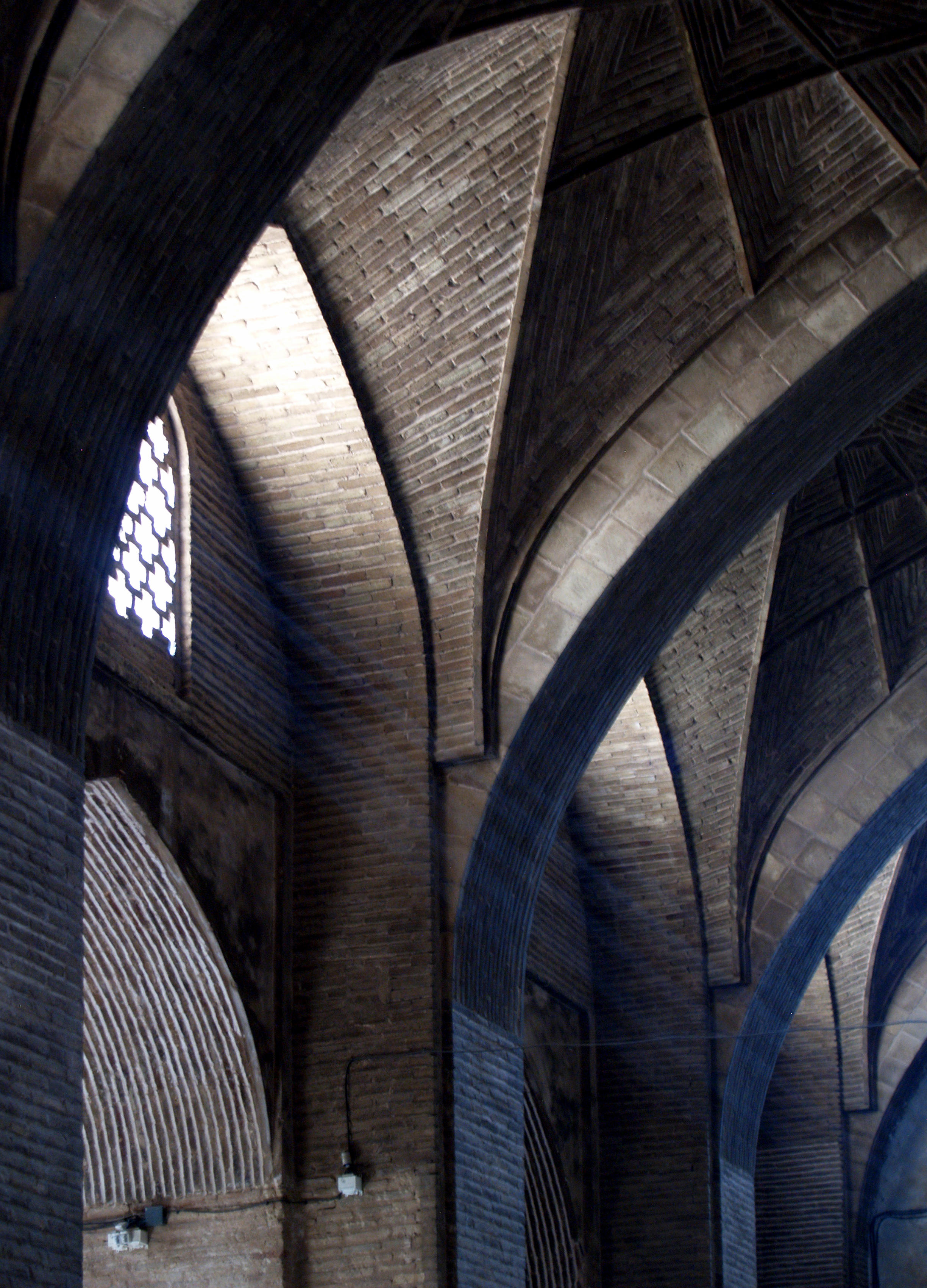
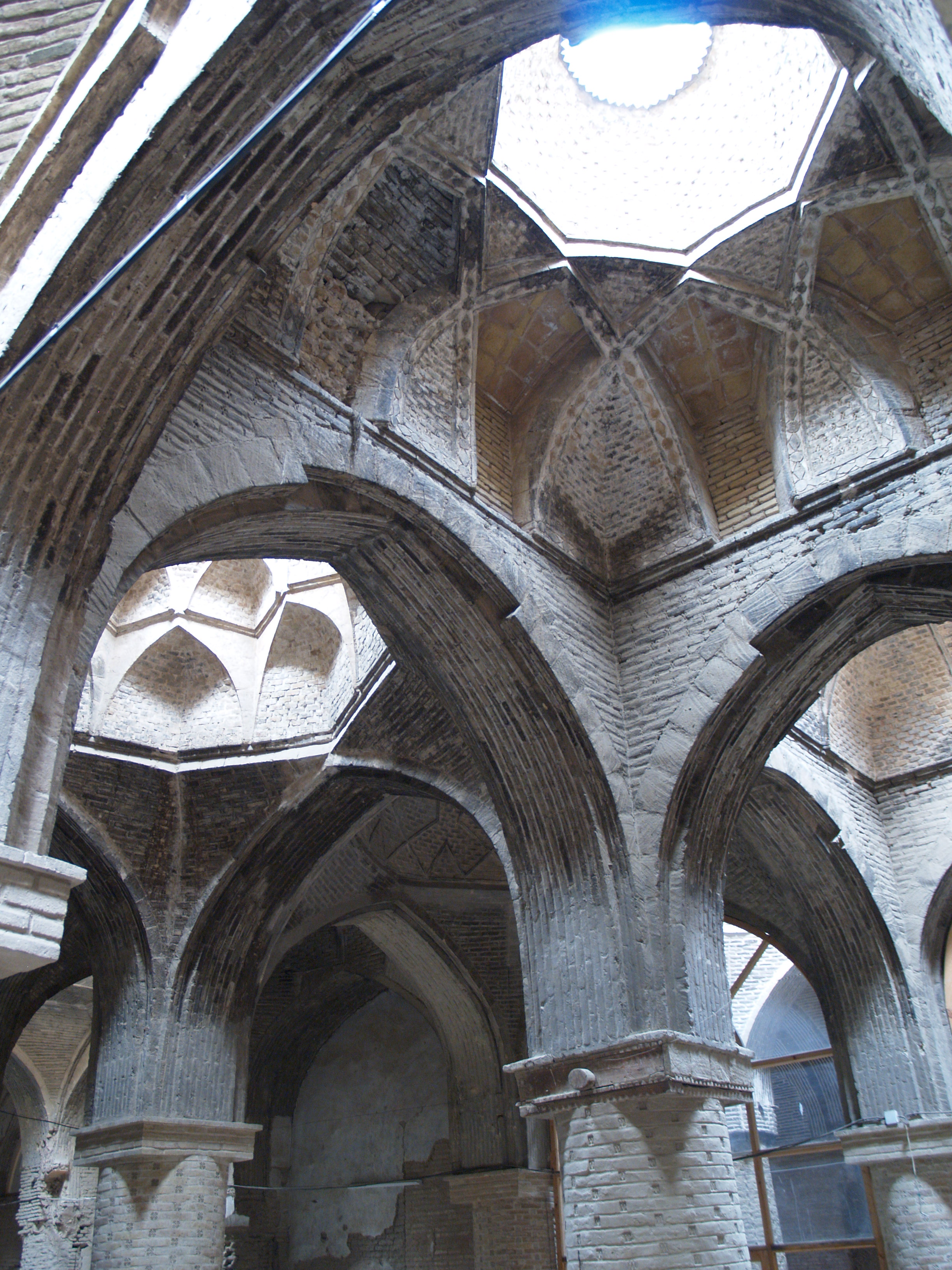
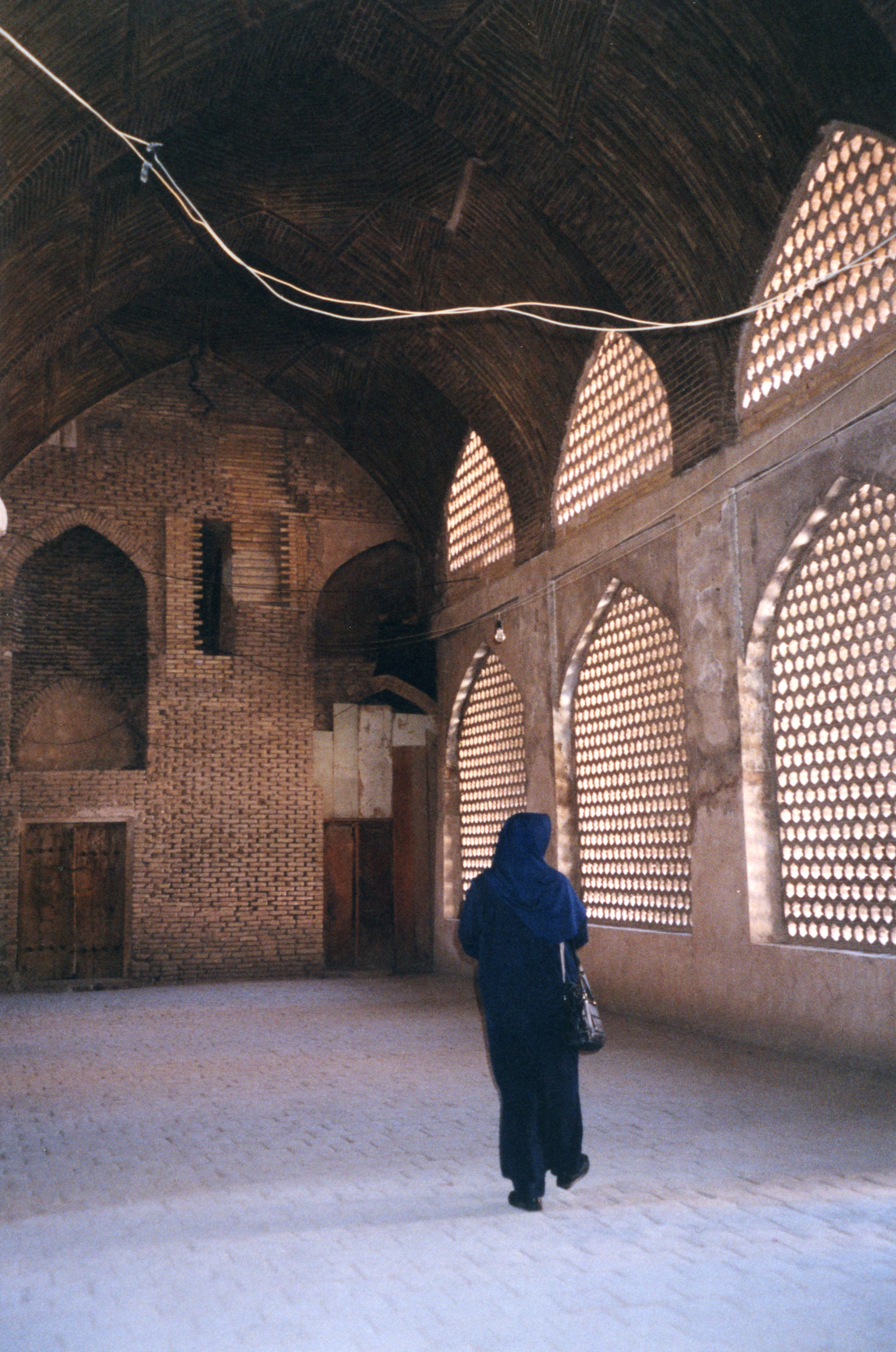
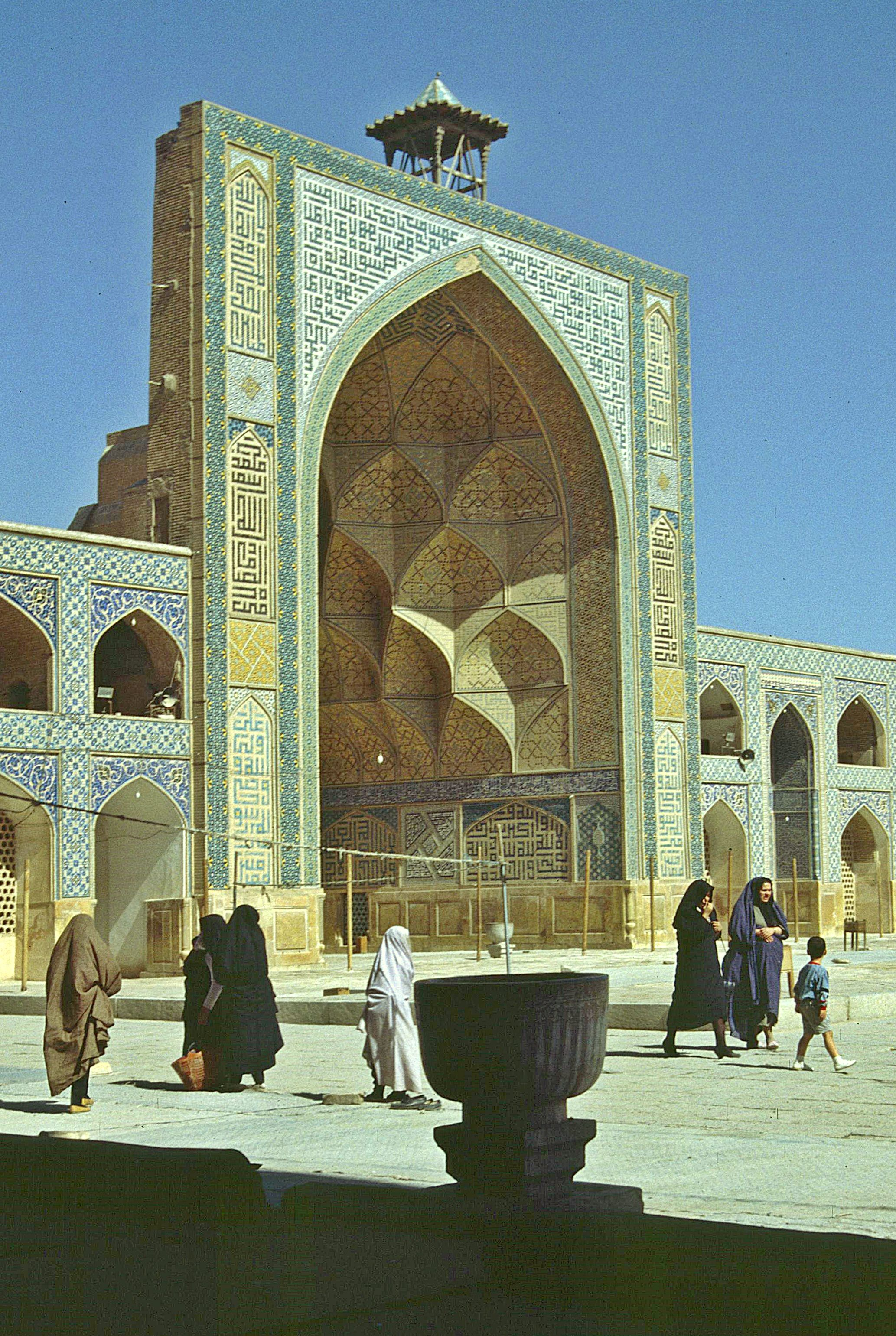
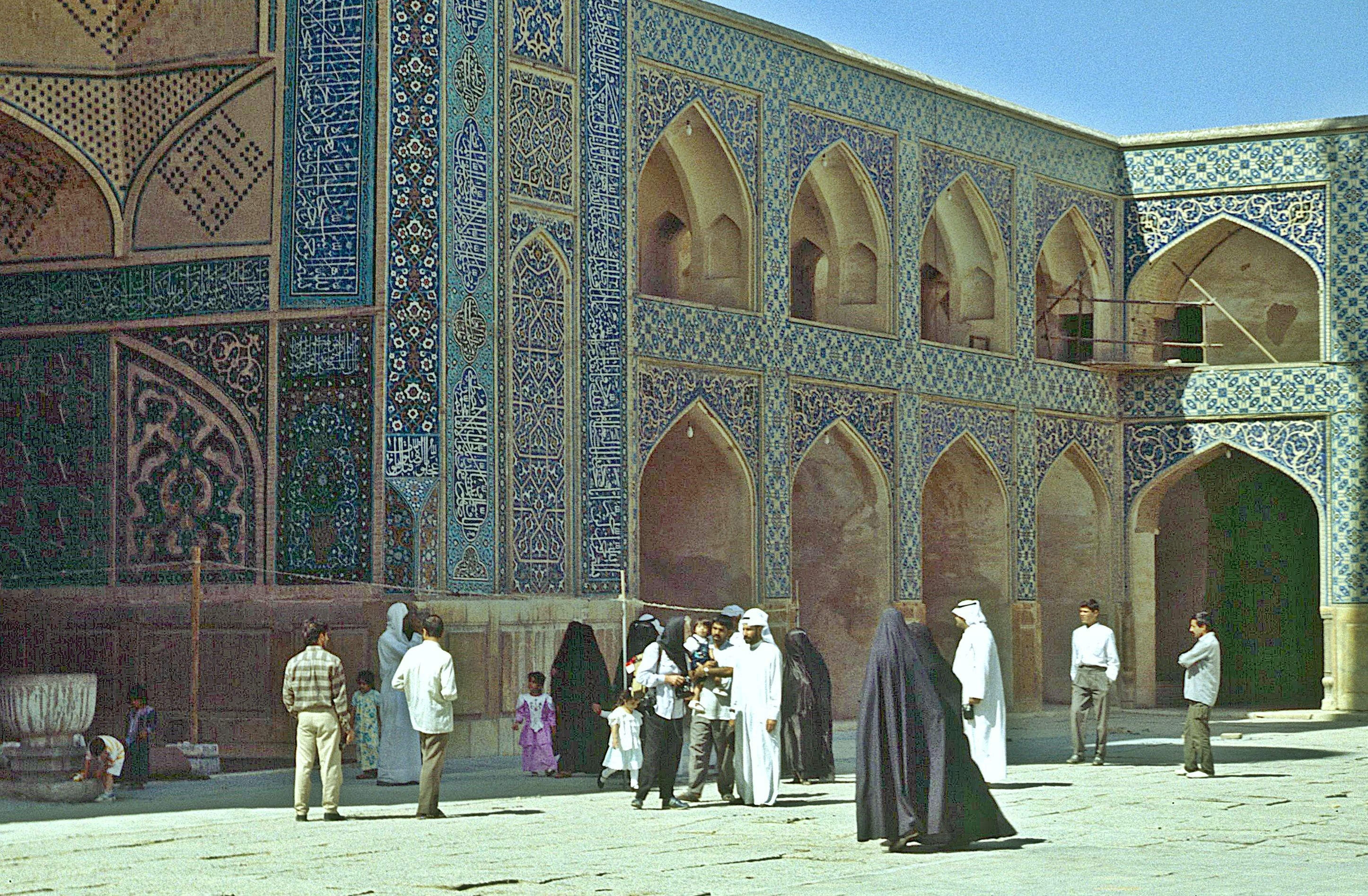
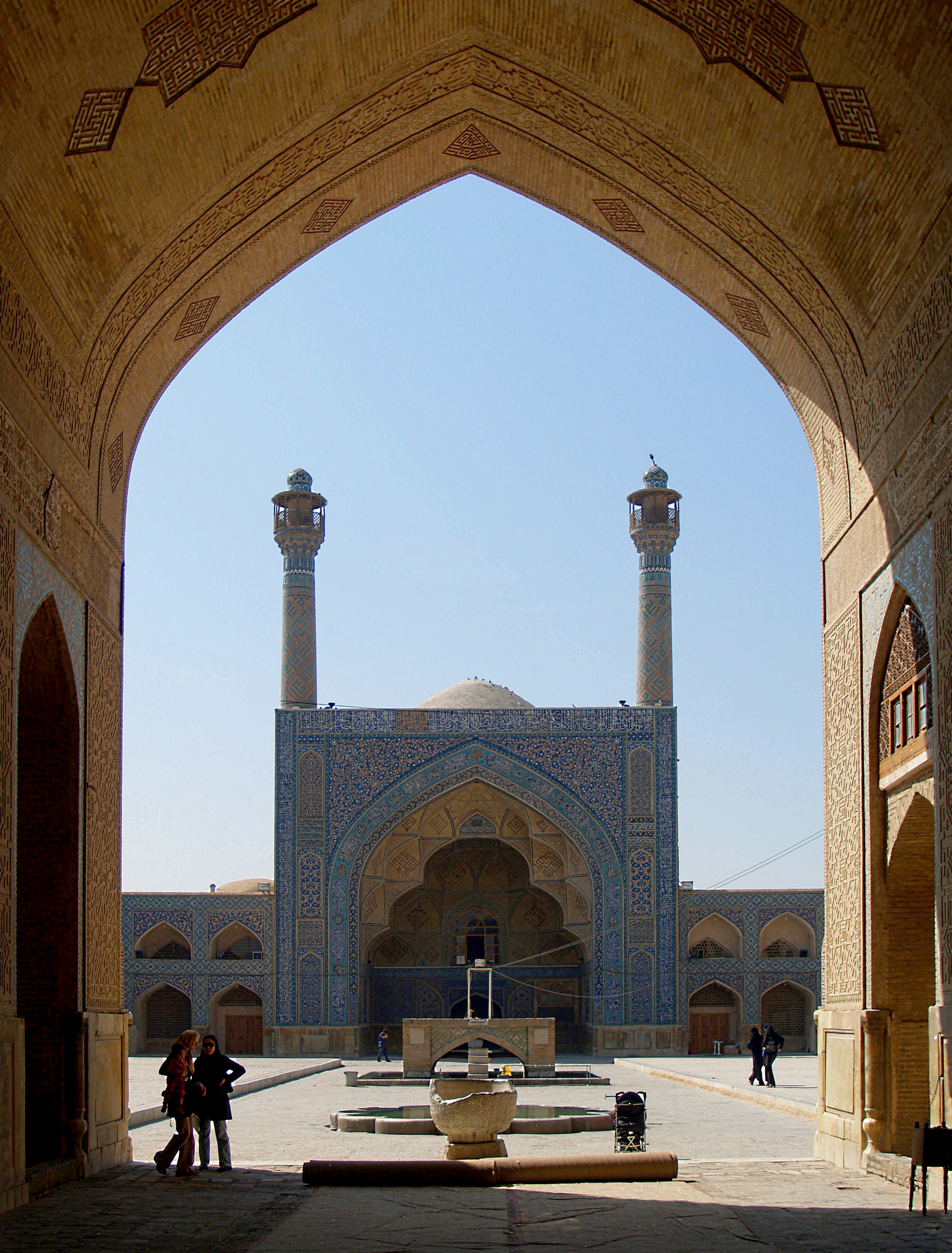
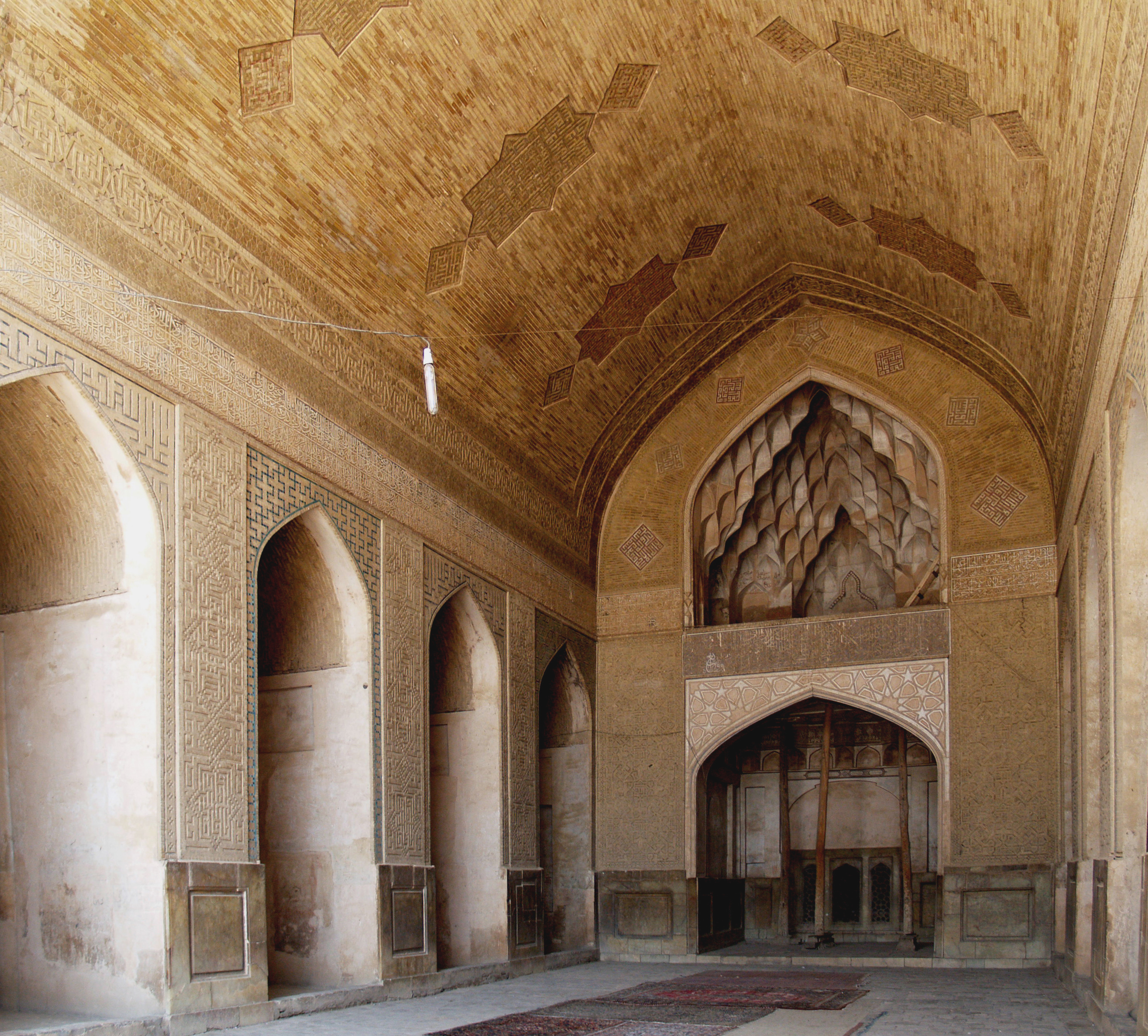

Міста середньовічного Ірана виникають поряд з фортецями місцевих володарів у вигляді шахристанів, спочатку невеликих поселень військових, ремісників і селян. Ремісники оселяються окремо у так званих кварталах-рабадах. Війни не припиняються і рабади будують власні фортечні мури і брами для захисту. Кожний квартал має власний ринок, мечеті, школи, склади, ремісничі майстерні. Вже в X ст. будують перші іранські мечеті, де будівничі відмовились від типу арабського розпланування. Архітектурним акцентом стає так званий айван в симетричному центрі галереї, відкритої у внутрішній дворик. Айван — прямокутна споруда з пишним порталом і високою стрілчастою аркою. Айван мав окреме склепіння або купол і височив над склепіннями галерей і залів для молитов. Один з айванів мав міхраб, орієнтований у напрямку священного міста мусульман — Мекки. Найбільшими містами періоду X–XI ст. були Ісфаган, Нішапур, Рей, що зберегли своє значення і надалі.
Виникають і мечеті з чотирма айванами. Серед ранніх і збережених — соборна мечеть в місті Ісфаган. Первісно її вибудували в 9 столітті, але мечеть неодноразово перебудовували й облямовували з різних боків залами для молитви. В XI ст. двір мечеті отримав чотири айвани. Міхраб залишили у південно-західному айвані зі святилищем. Зали для молитов мають стовпи і арки, що несуть склепіння. Добудови сприяли появі різних типів склепінь, яких нараховують чотириста 470 їх типів. Декотрі з куполів чи склепінь мають власний отвір для світла.
Важливою приналежністю мечеті є мінарет — вежа щоб скликати правовірних на молитву. Перські мінарети були круглі і високі з майданчиком (і дахом зверху), декоровані як балкончик. З роками виробилась специфічна інженерна модель мінарету, що мала антисейсмічні властивості.

## Мавзолеї в Персії
Окрема галузь стародавньої перської архітектури — мавзолеї. Велику кількість збережених і поруйнованих мавзолеїв пов'язують з культом святих, позаяк в Персії отримала поширення шиїтська гілка мусульманства, характерною ознакою котрого і був культ святих. В Персії могили імамзаде (синів імама) здавна слугували місцями поклонінь.
Мавзолеї мають різноманітні форми — високі вежі з дахами шатро, кубічні, багатогранні, купольні чи купольно-портальні тощо. Мавзолеї-вежі набули поширення в центральному регіоні тодішньої Персії, в Хорасані, в Мазендерані. Найстаріший серед точно датованих мавзолеїв-веж зберігся в Хорасані, це вежа Кабуса, вибудована в 1006–1007 рр. н. е. Вежа не що інше як циліндр, прикрашений через рівні проміжки гранчастими виступами (контрфорсами ?). Споруда вкрита конічним дахом-шатро, котрий додатково спирається на гранчасті виступи. Сувору поверхню вежі-мавзолею прикрашають лише дві смуги написів під шатровим дахом і понизу. Вежа вибудована на верхівці пагорба і здаля справляє враження обеліска. Висота мавзолею п'ятдесят (50) метрів.
Строгі форми перської архітектури XI–XII ст. не стали на заваді розвитку декоративних тенденцій. Монохромність декору співіснує з багатоколірністю теракотових кахлів та різьбою на стулках тиньку. Особливо цікавим засобом декорування фасадів різних споруд стала візерункова цегляна кладка, походження котрої пов'язують з Хорасаном. Розвиток середньовічної перської архітектури пригальмувало монгольське захоплення держави. Новий її період розпочався в середині XIII ст.

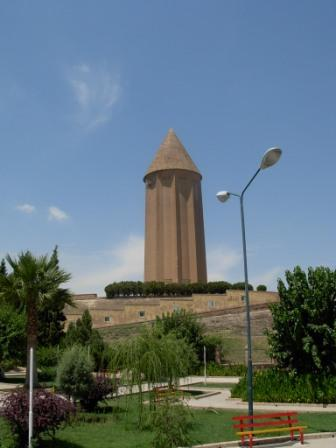
Мавзолей вежа Кабуса.
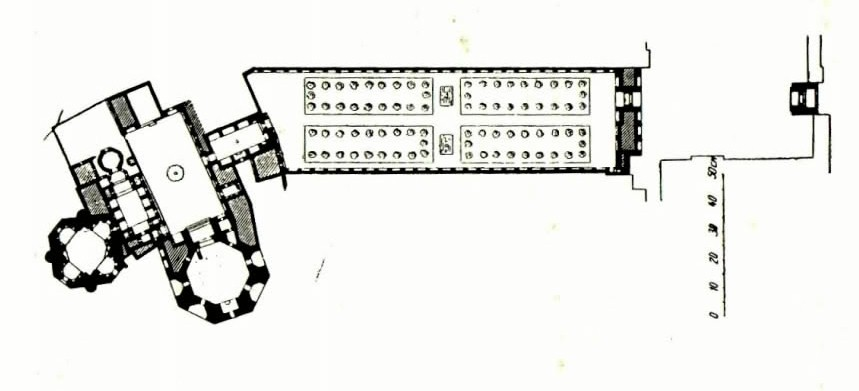
Мечеть і мавзолей шейха Сефі з садом, план, Ардебіль.
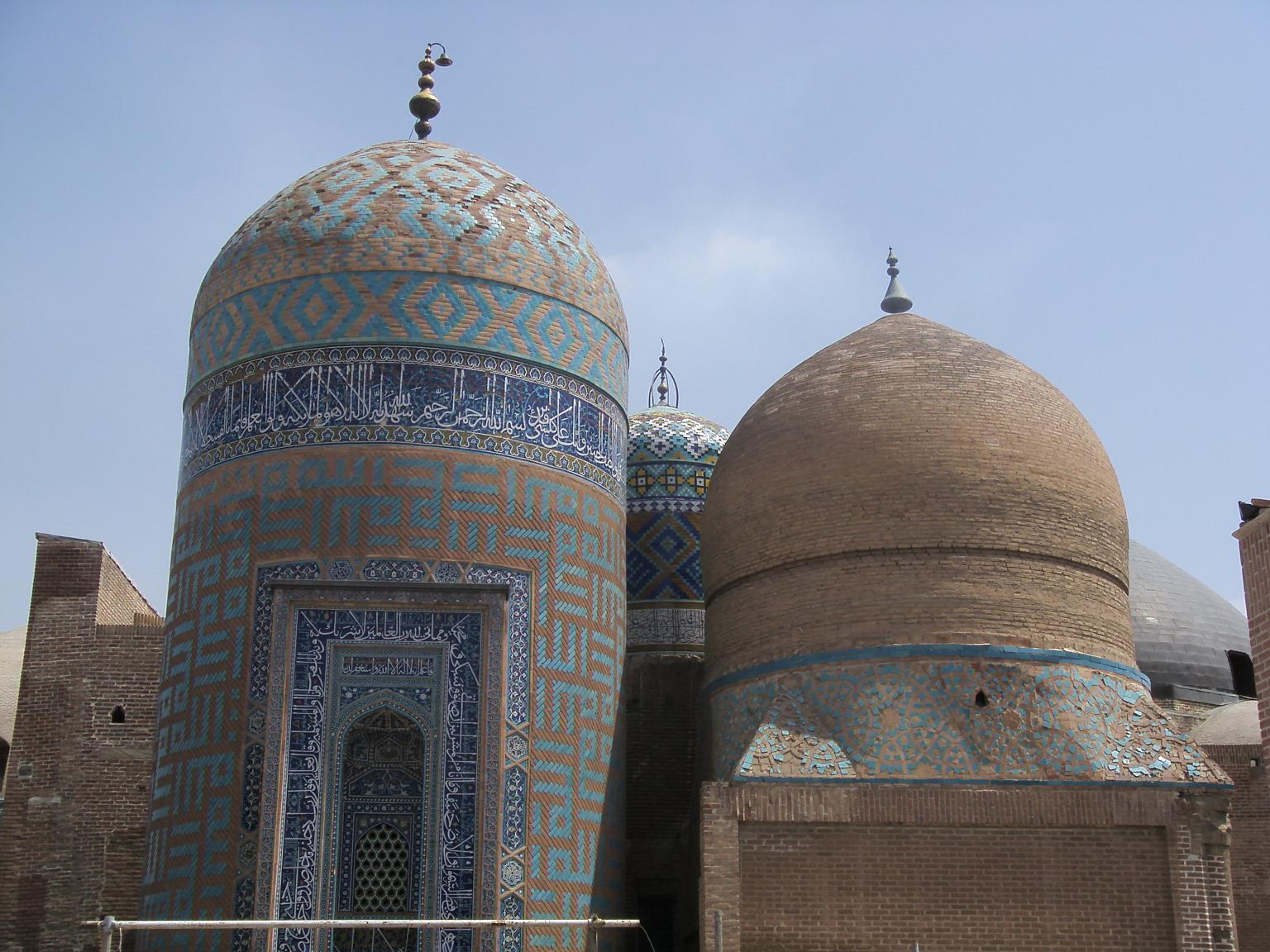
Надгробок шейха Сефі, Ардебіль.
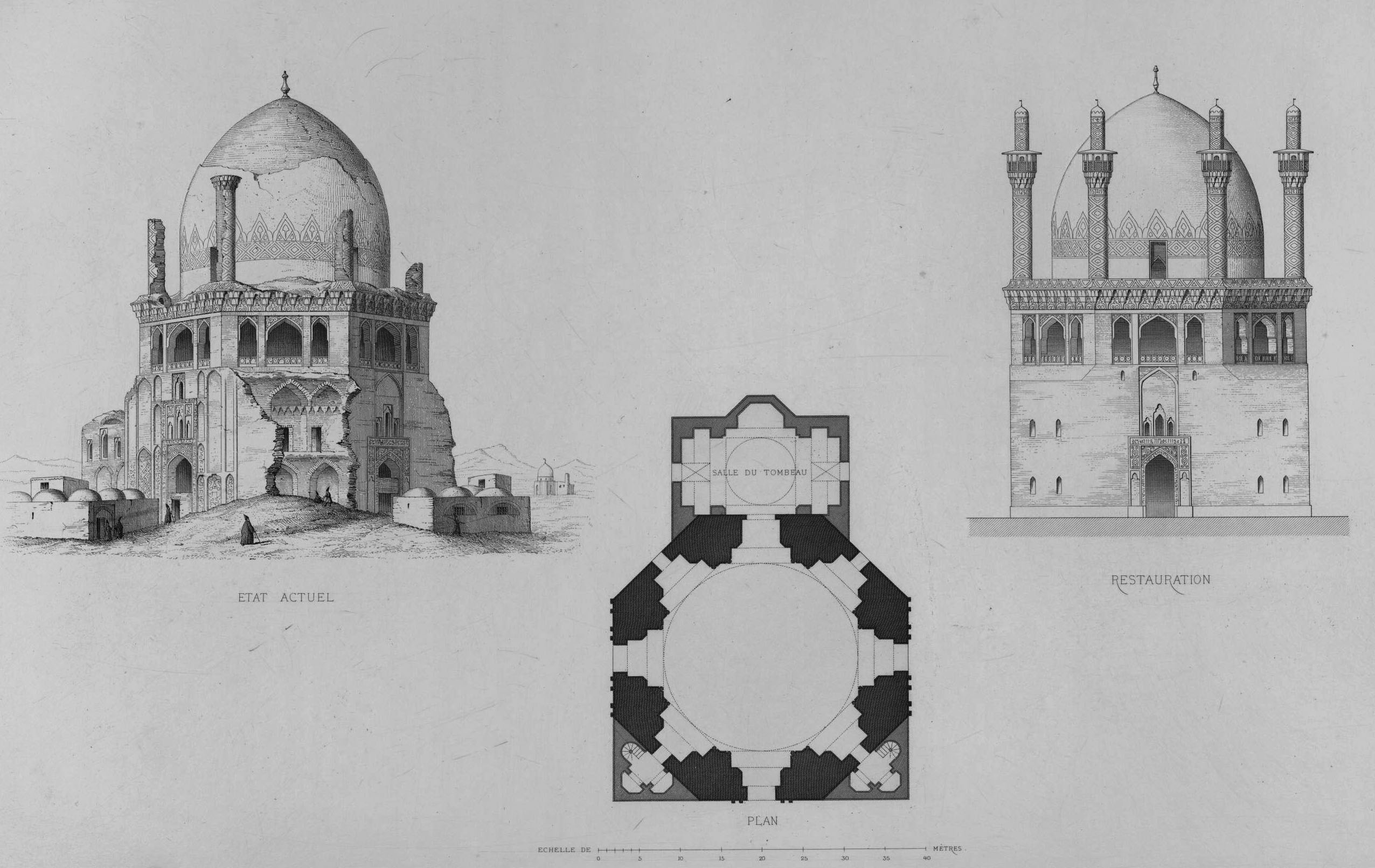
Мечеть і надгробок Ісмаіла Кодабенде, фасад, план і реконструкція споруди для реставрації, місто Сольтаніє
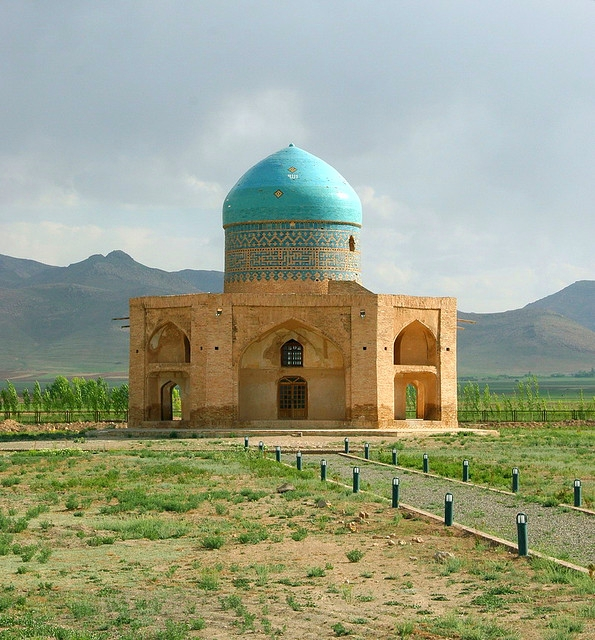
Мавзолей мулли Гассан Каши
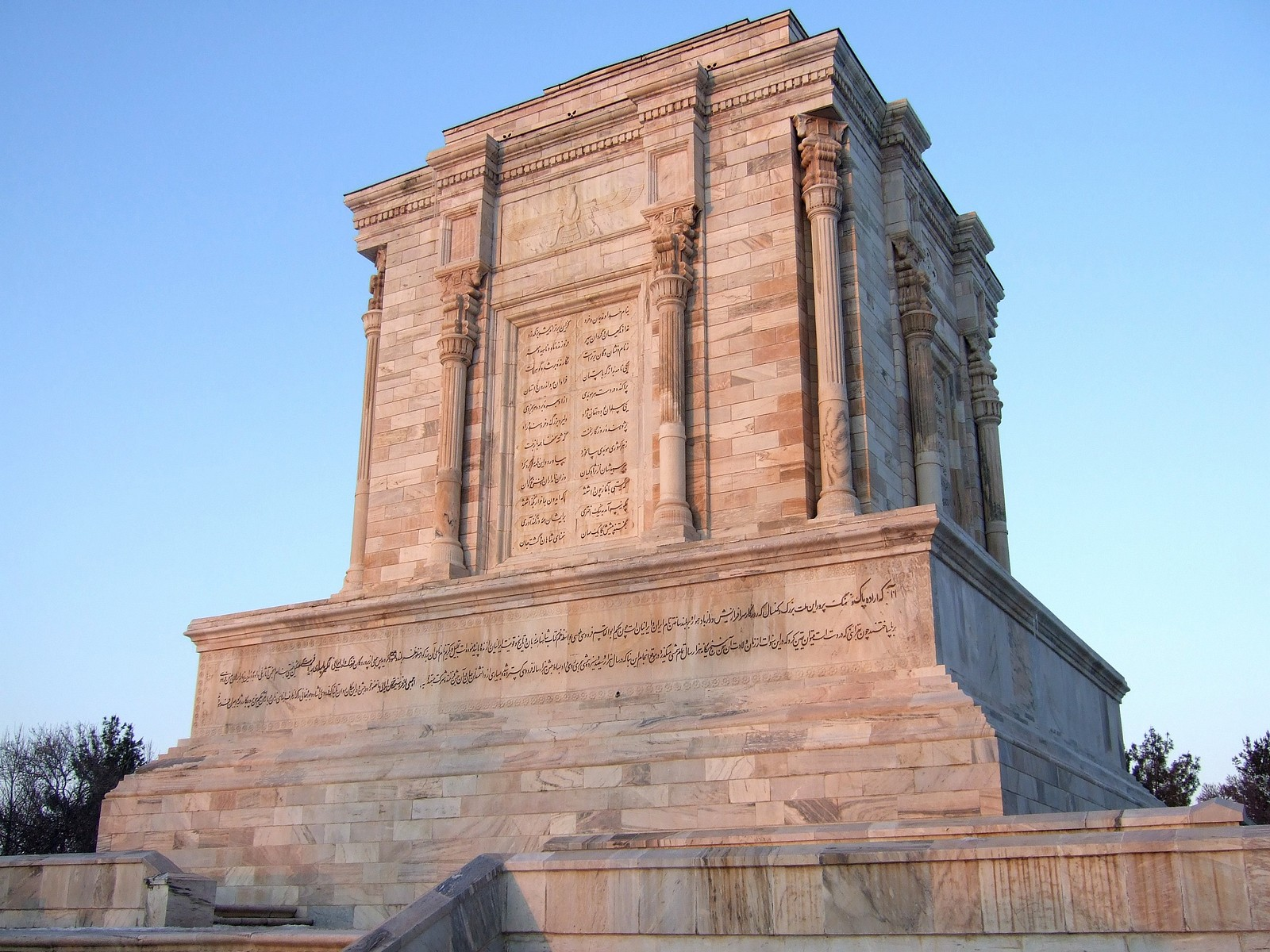
Мавзолей поета Фірдоусі, Мешхед.

## Архітектура з середини XIII ст.
Архітектура XIII–XIV ст. успадкувала форми, вироблені у попередній період і розвинула їх надалі. Будують як сакральні, так і світські споруди. Відомо декілька караван-сараїв (постоялих дворів для купців-караванників), що поєднували в собі захисну фортецю і постоялий двір на караванних шляхах. Вони мають товсті мури, добре захищені брами, низку приміщень по периметру двору для худоби, арсенали, склади для краму і кормів, житлові приміщення, кухні. Продовжене будівництво мечетей, мавзолеїв, релігійних шкіл медресе. Будують як мечеті з двором, так і центричні мечеті з куполом (і декоративними мінаретами) без дворів, але з додатковими приміщеннями поряд. Новий період означений зростанням декоративних тенденцій. Споруди насичують архітектурним декором, збільшуючи його як сюжетно, так і орнаментально.
Новий поштовх для розвитку отримали кольорові кахлі з люстром. Вони стають окремим і видатним явищем в ужитковому мистецтві XII–XIV ст. Ними викладали міхраби, панелі в інтер'єрах і на фасадах. Уславились зірчасті і хрестоподібні кахлі, котрими також викладали великі орнаментальні панелі за певною схемою у внутрішніх приміщеннях великих споруд. Кахлі з сюжетними розписами і люстром йшли також на декор у світських спорудах.
З XIV ст. почали використовувати кольори і на фасадах споруд. Набули поширення орнаменти з неглазурованої та глазурованої цегли, різьблена керамічна мозаїка, майолікові вставки з розписами.

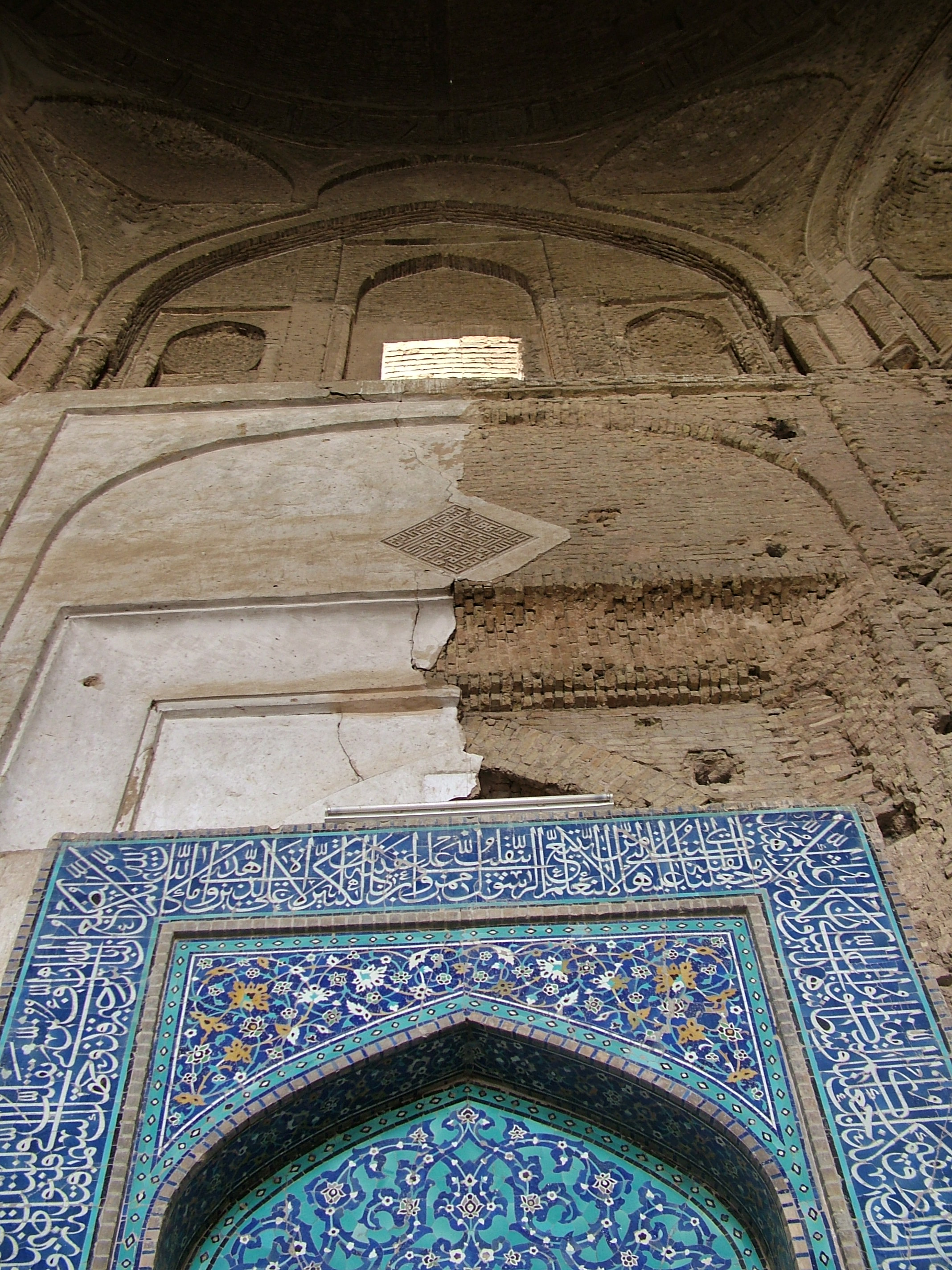
Декор міхраба, залишки після землетрусу, Ісфаган
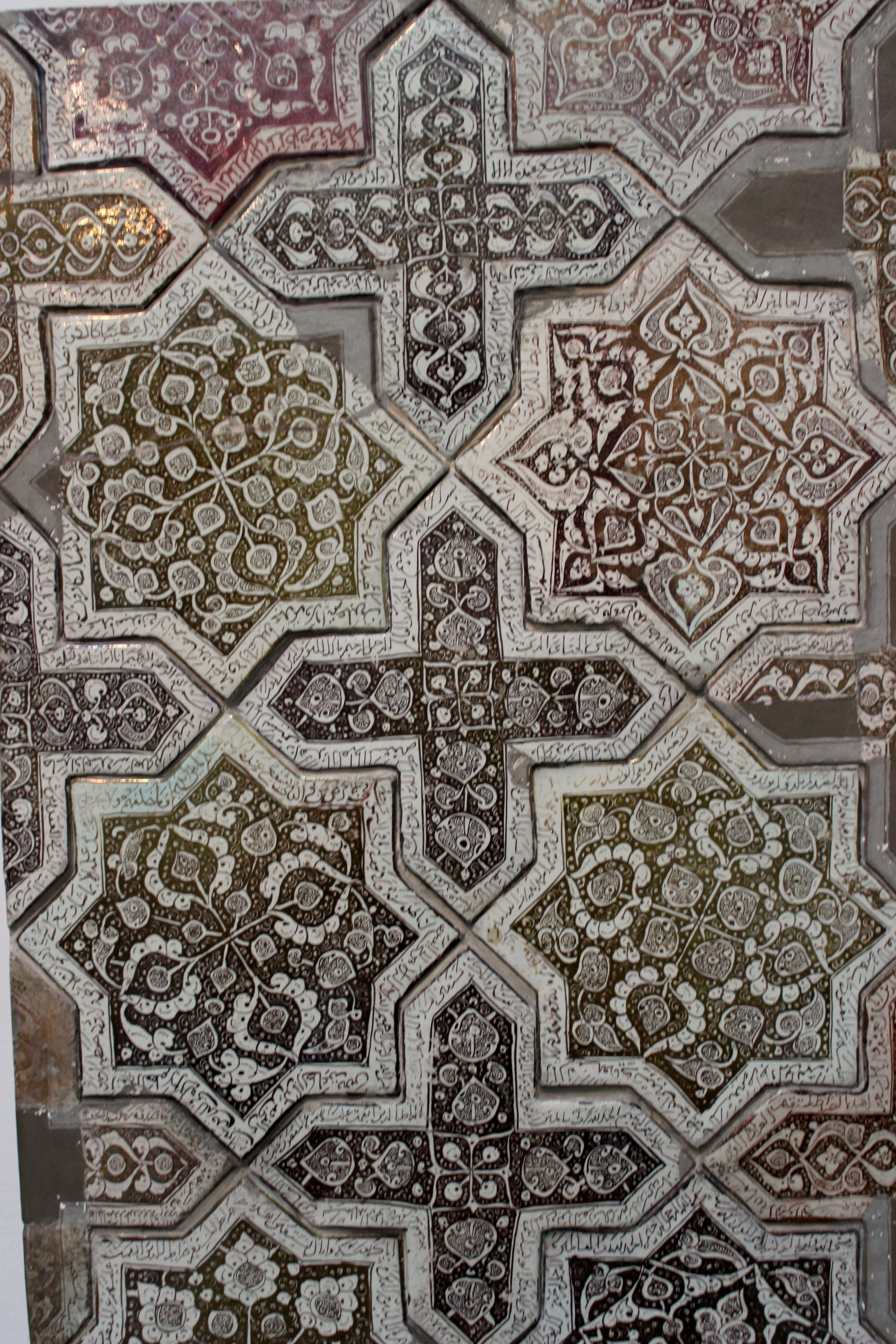
Зірчасті й хрещаті кахлі з арабськими написами по периметру, Кашан, XIII ст., Музей ісламського мистецтва, Берлін
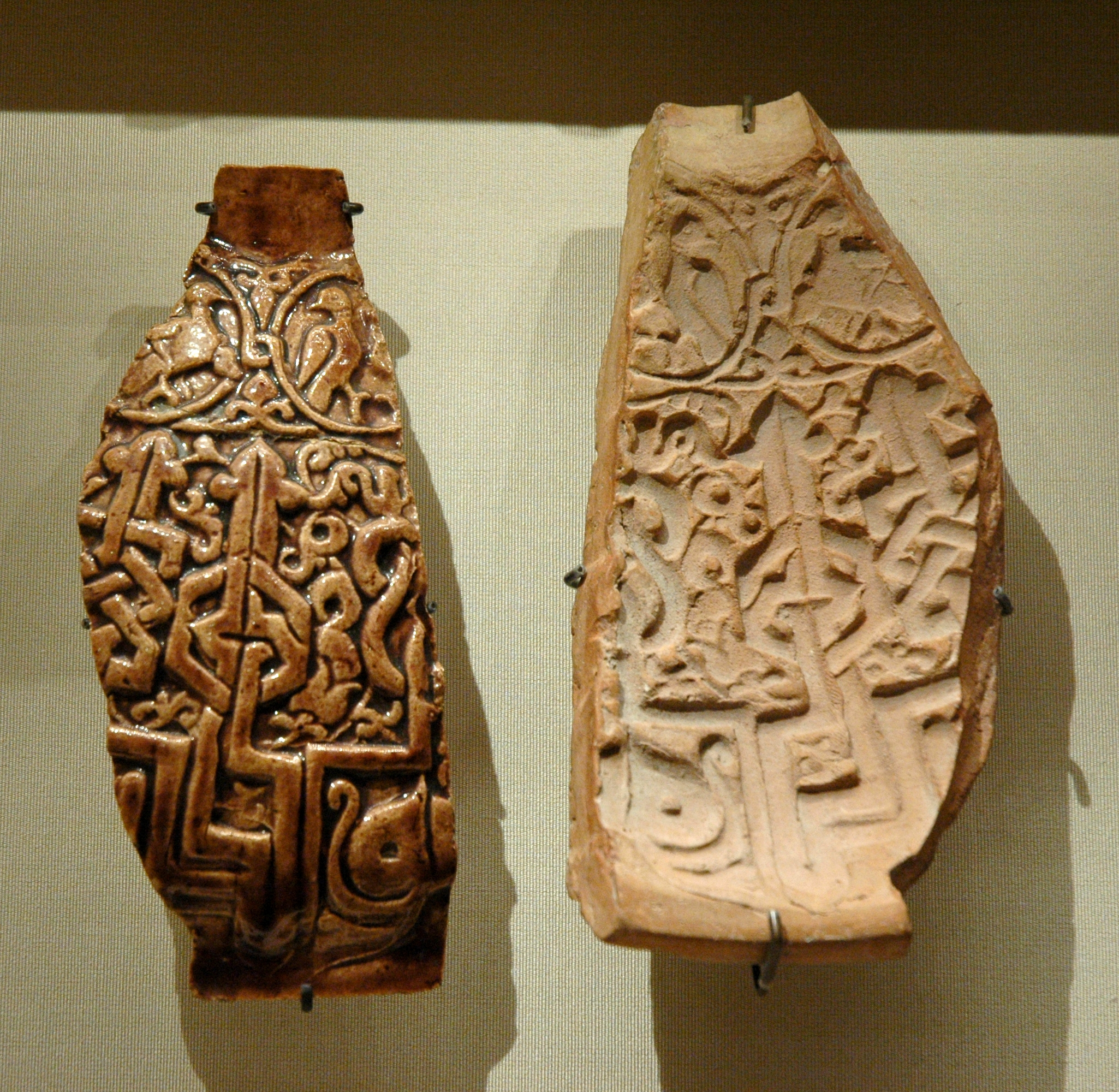
Уламок матриці для керамічних виробів зі складним візерунком, XIII ст., Нішапур, Персія (Музей мистецтва Метрополітен, Нью-Йорк)
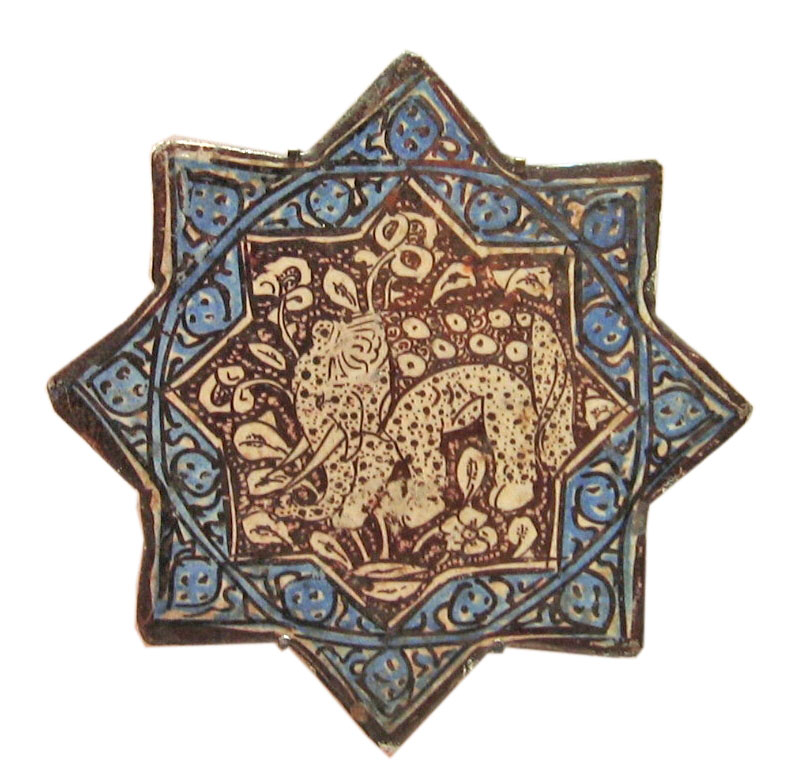
Зірчаста кахля зі слоном, XII ст, Персія ( Лувр, Париж)
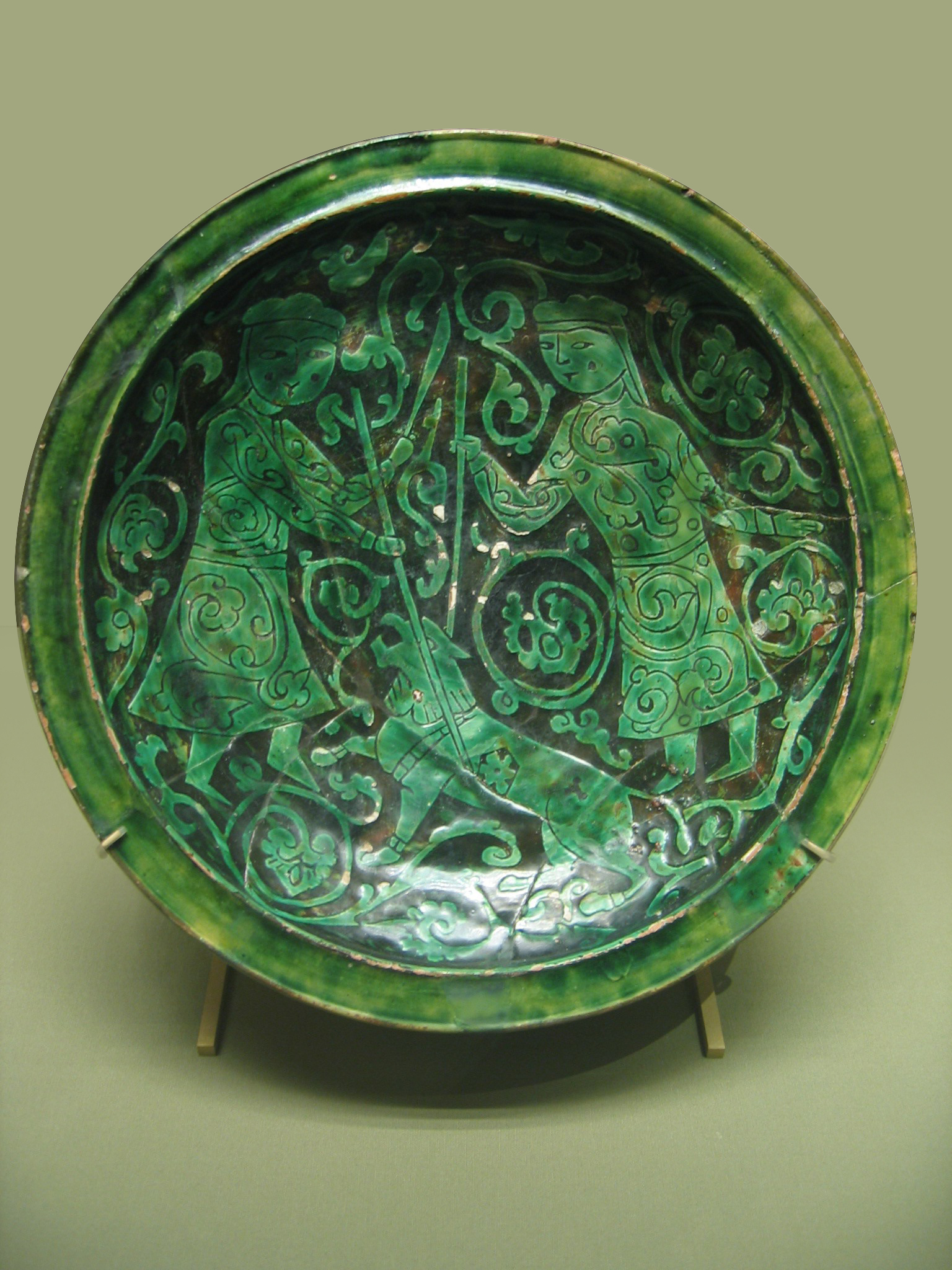
Два парубки на полюванні, перська кераміка, XII–XIII ст., Лувр, Париж
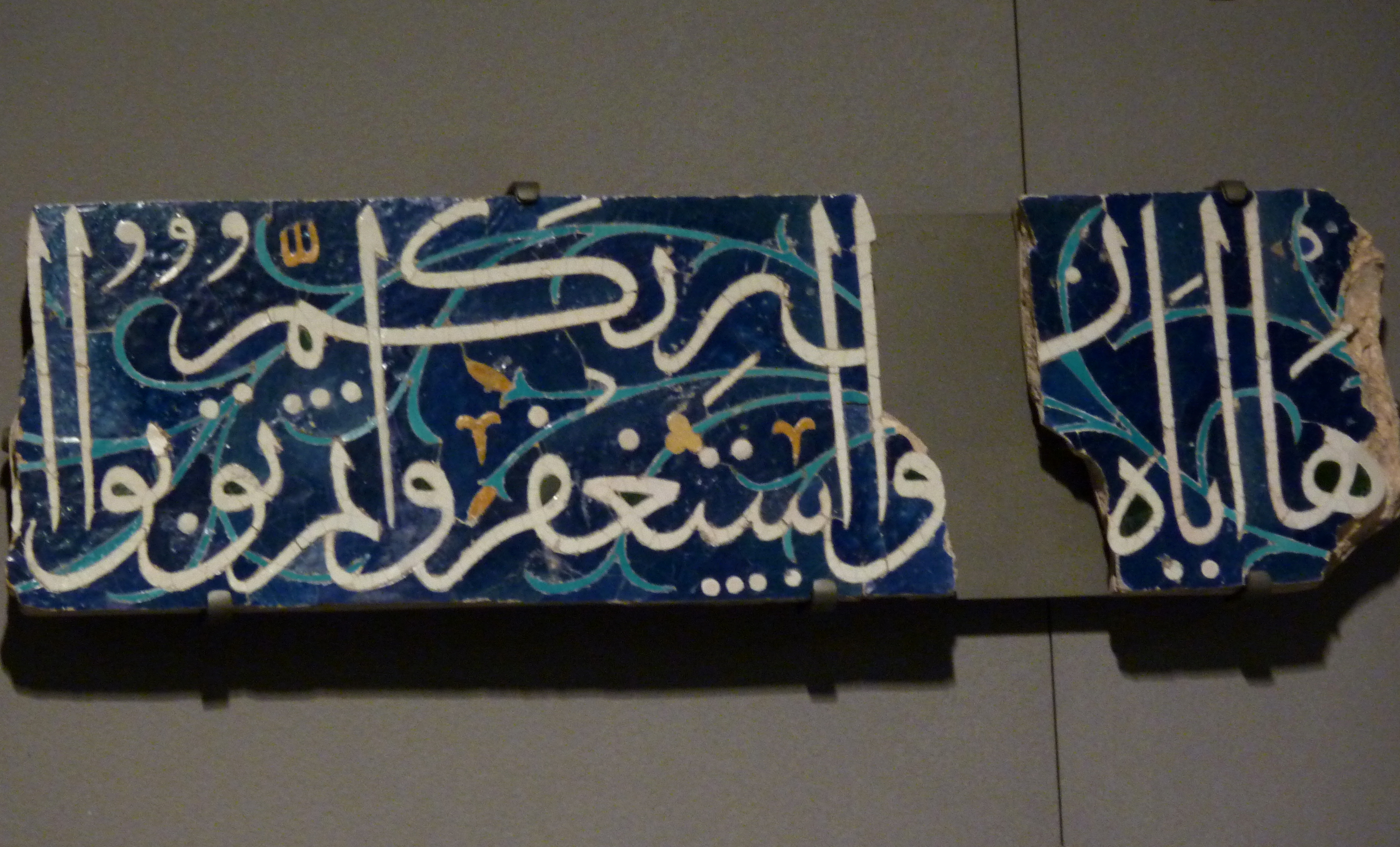
Керамічна смуга з каліграфічним написом, Тебріз, Персія, XV ст. (близько 1465)
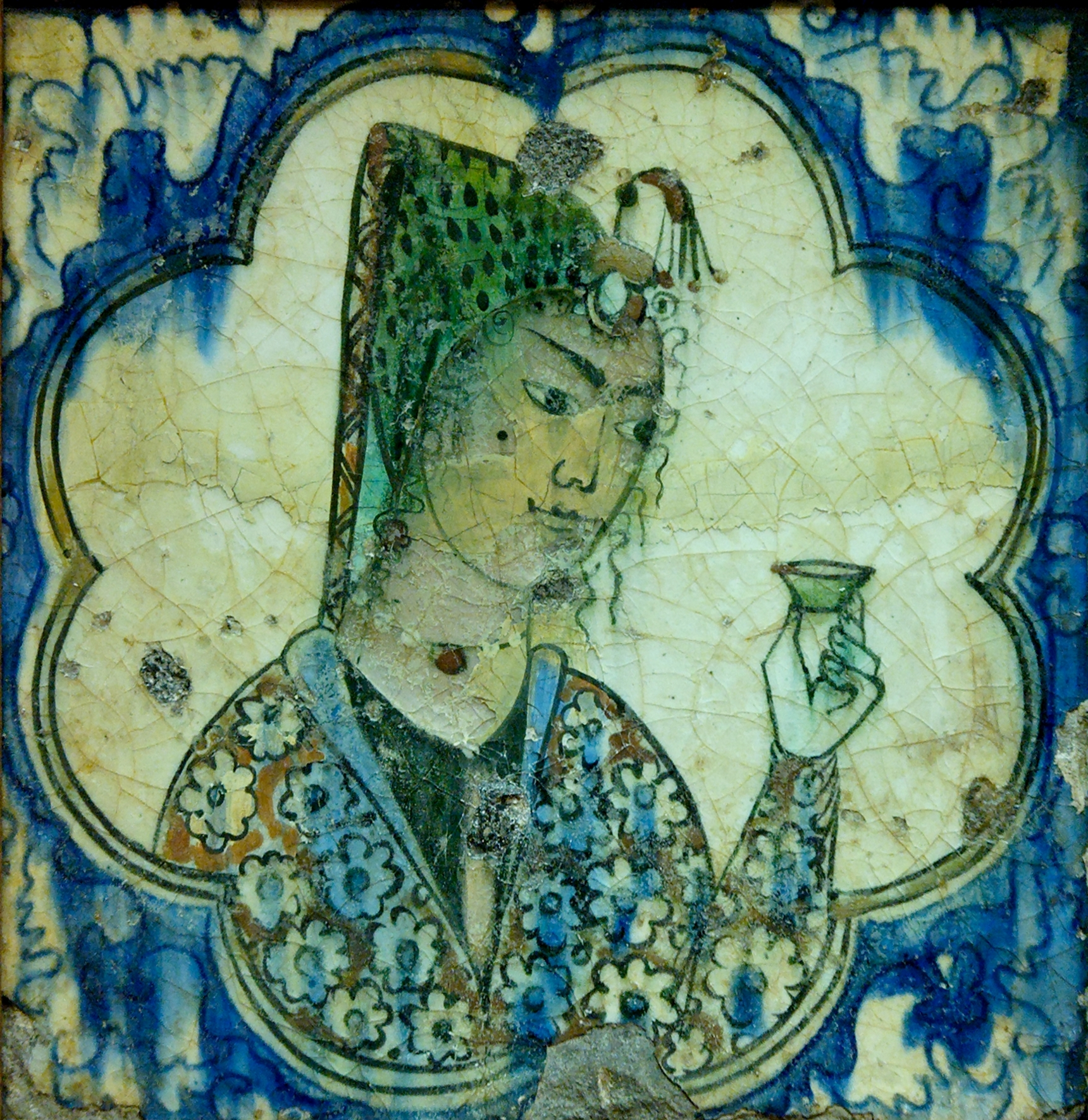
Кахля «Дівчина з чаркою», Північно-західна Персія, кінець XVII ст., (Лувр, Париж)
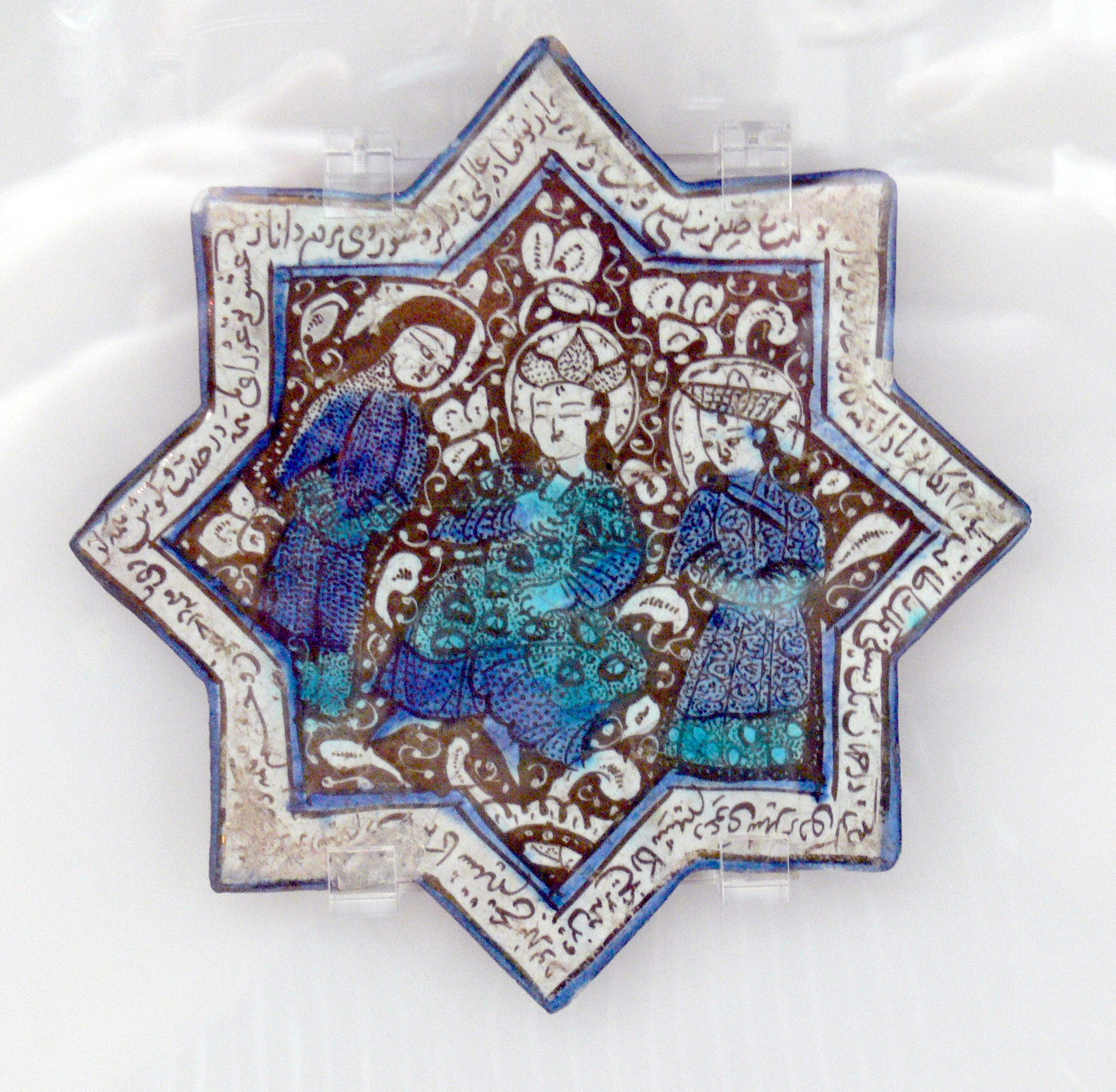
Зірчастий кахель з Кашана, XIV ст., Музей ісламського мистецтва, Берлін

## У XVI–XVIII ст.

Караван-сарай Амін-Абад біля міста Шахрез, Іран. XVI–XVIII ст.

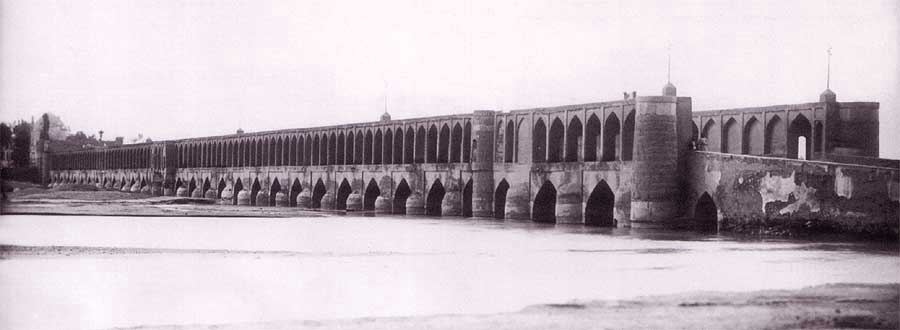
Міст Сі-о-Се Поль початку XVII ст., фото 1873 р.

Злам XVI–XVII століть в історії Персії виділяють у окремий період. Тоді зміцніла централізована влада Сефевідів і країна пережила недовгий за історичним терміном розквіт, піднялась перська економіка за рахунок активності торгівлі і розвитку ремісничої промисловості. Середньовічна культура Персії пережила деякий розквіт, але далеко не всі її галузі розквітнули. Зміцнення центральної влади шахів тиснуло на культуру й вона отримала помітний припалацовий характер. Більшість талановитих майстрів була зібрана саме у шахських майстернях. Палацового характеру набувають перська мініатюра і створення рукописних книг, перські середньовічні килими, перська архітектура.
В перській архітектурі XVI–XVII ст. панують архітектурні образи, вироблені у попередні періоди, що набувають канонічного значення (галереї, відкриті у внутрішні двори, чотири айвани, купольні споруди). Великі та малі міста Персії зберігають середньовічне і заплутане розпланування XIII–XV ст., а то й давнішого періоду. Значні містобудівні і планувальні роботи провели у Ісфагані, котрого шах Аббас І зробив столичним містом. В центрі Ісфагана створили велику центральну площу Майдан-і-шах довжиною п'ятсот (500) метрів. Простір площі облямовували палац Алікапу, Шахська мечеть, мечеть Лутфалли, споруди столичних базарів. Від площі простягли алею Чар-Баг, що прямувала на три кілометри через міст на річці Заєндерун і вела до великих садів шаха. Регулярне розпланування, однак, стосувалось лише центру столиці й не стосувалось пересічної забудови кварталів і передмість з системою хаотичних вулиць і провулків.
Від цього періоду випадково збереглася помітна кількість як сакральних, так і світських за призначенням споруд, серед них — цегляні базари, лазні, каравансараї, місцевий тип мостів (різновид галерей) і житлових будинків. Палаци цього періоду трактовані як великі павільйони в парковому оточенні. Звідси стрілчасті й відкриті галереї. Так, три нижні поверхи великого палацу Алікапу приховані за кам'яною галереєю, три верхні — виходять у сад єдиною відкритою терасою з дахом на тонких різьблених стовпах. Висота тільки дерев'яних колон-стовпів сягала шістнадцяти (16) метрів. Садові фасади палаців виходять на прямокутні басейни з водою. Панівний тип пересічної забудови — садиба з внутрішнім двором, облямованим житловими і господарськими спорудами, що виходять на вулиці чи оточення глухими глинобитними мурами. Відкриті назовні фасади мають тільки мечеті, каравансараї (схожі на фортеці), базари.
Ускладнюються декоративні деталі перської архітектури і кольори та орнаменти кахлів. Але панують не стільки нові архітектурні рішення, скільки монотонні повтори і варіанти вже затверджених архітектурних форм.

## Фортеці в Персії
Війни і переділи кордонів на цих територіях точилися постійно. Це логічно сприяло будівництву захисних споруд і фортець. Якщо використання каменю мало давню традицію при побудові мавзолеїв і мечетей, при будівництві фортець переважало використання глин і цегли. Найбільша глинобитна фортеця збереглась у місті Бам, де створили низку окремих фортечних дворів, над котрими височила головна цитадель. Кожне старовинне місто у середньовічній Персії мало власні глинобитні мури. У місті Йєзд збереглися також масивні захисні вежі XII–XIV ст. Глинобитні захисні мури постійно руйнували то загарбники, то землетруси. Але їх знову відновлювали в глині…
Землетрус у грудні 2003 року значно пошкодив глинобитні мури у місті Бам. Враховуючи його значну історичну і мистецьку вартість, уряд Ірану створив програму відновлення і реставрації фортечних глинобитних споруд у місті Бам. Частка фортечних споруд країни перебуває у занедбаному стані і використовується мешканцями міст як сміттєзвалища (фортеця Нарін в місті Мейбод та інші).

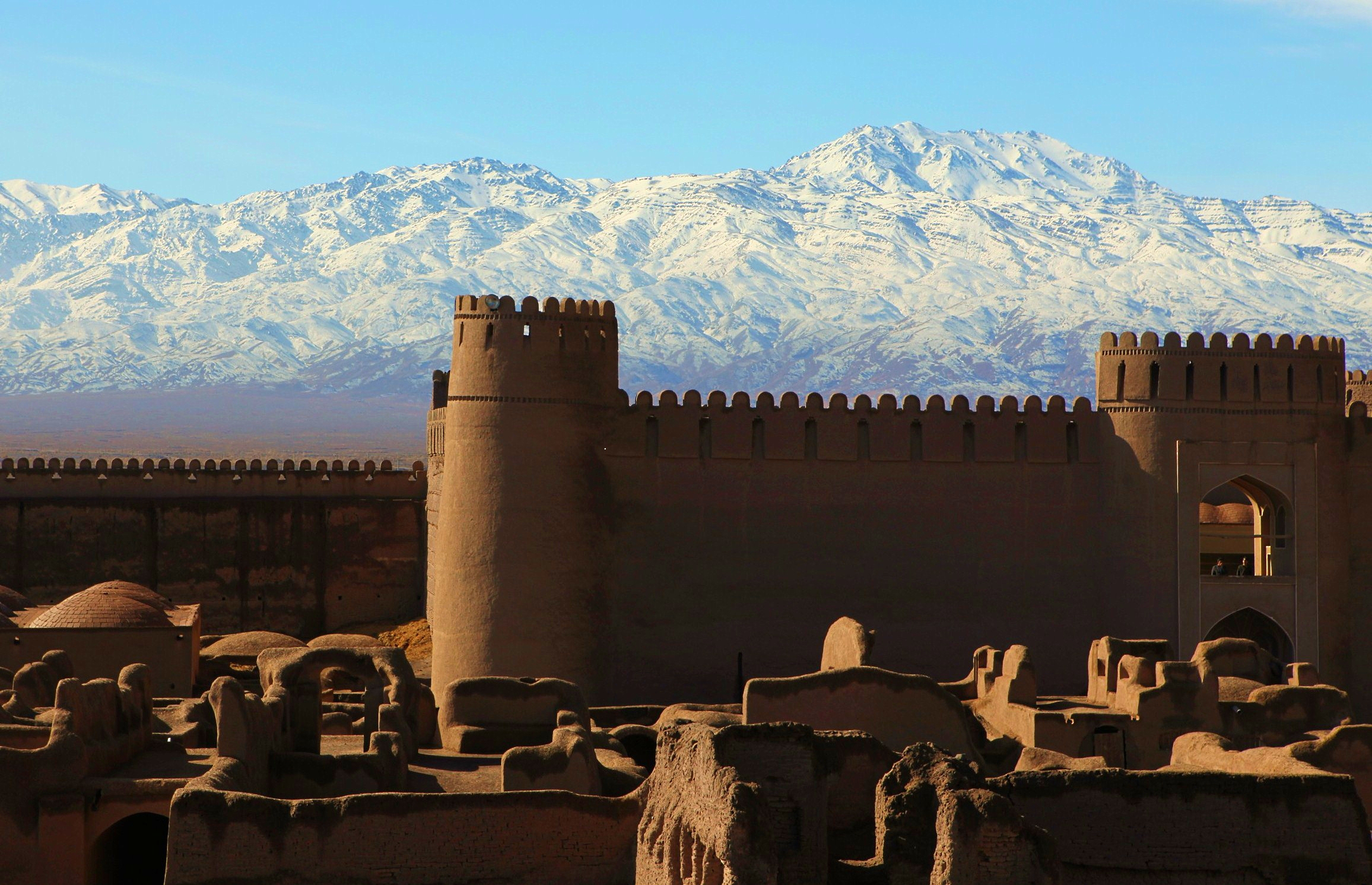
Фортеця Райєн, провінція Керман
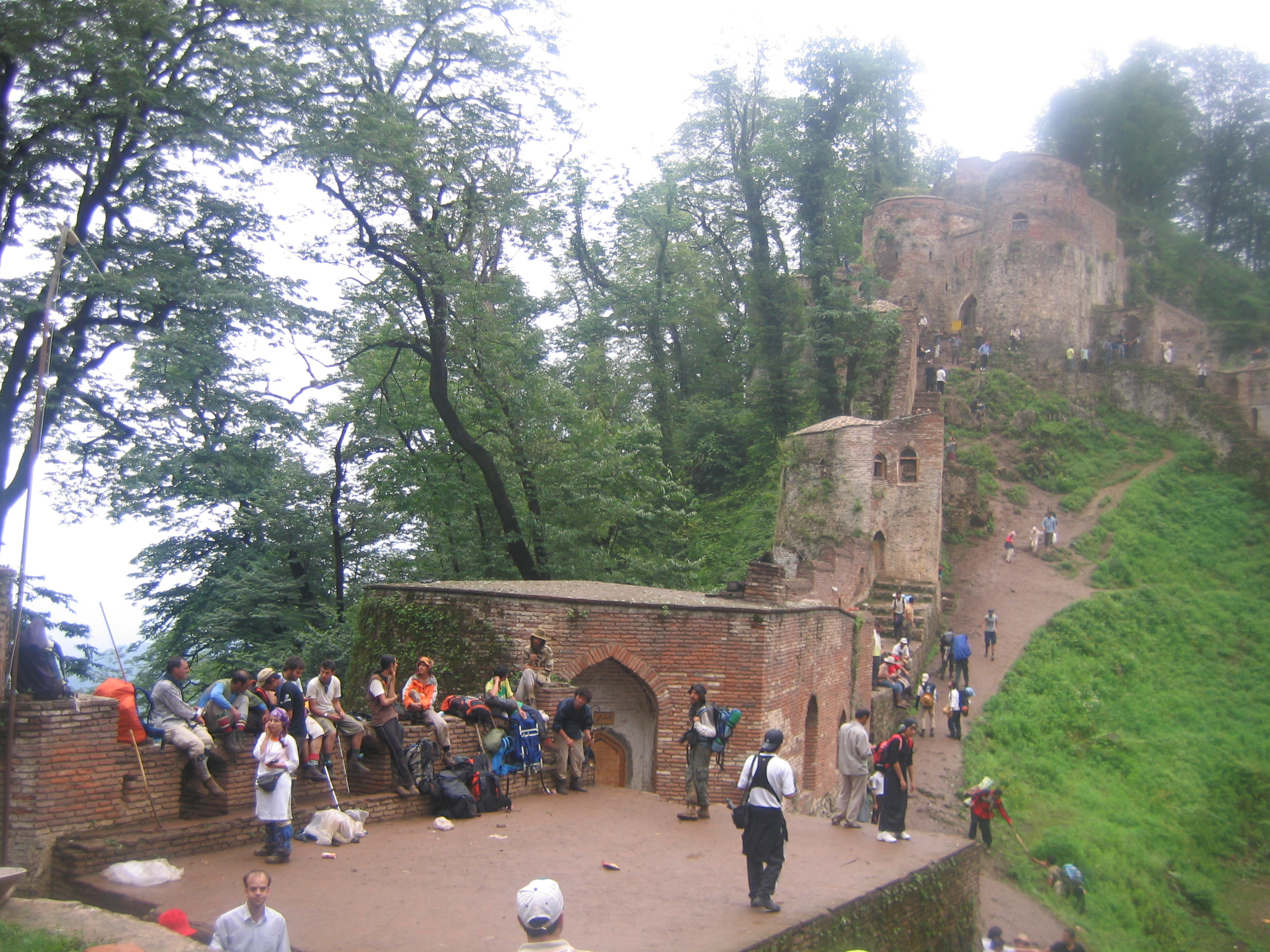
Залишки фортеці Рудкан, провінція Гілан
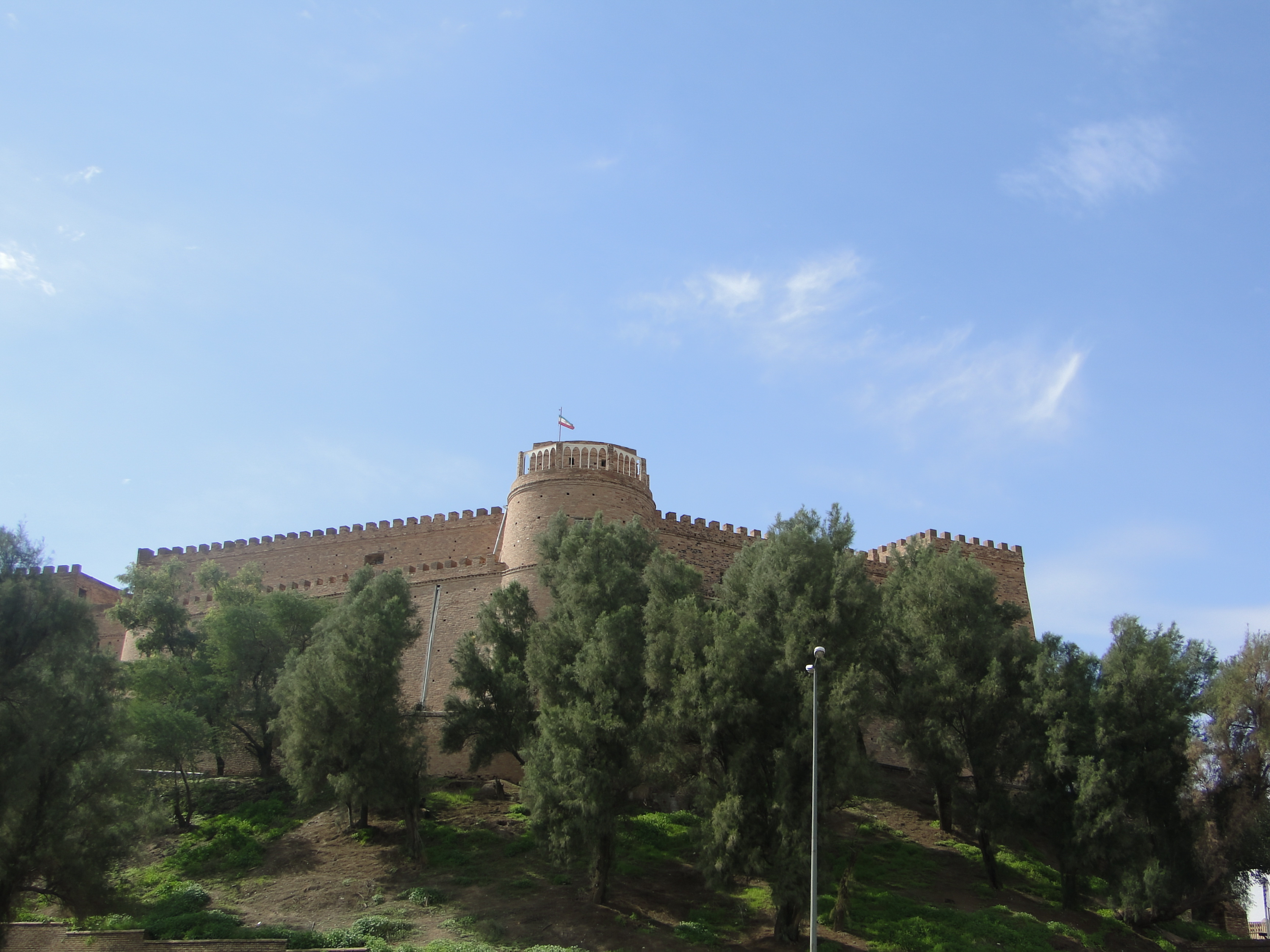
Замок Шуш, провінція Хузестан
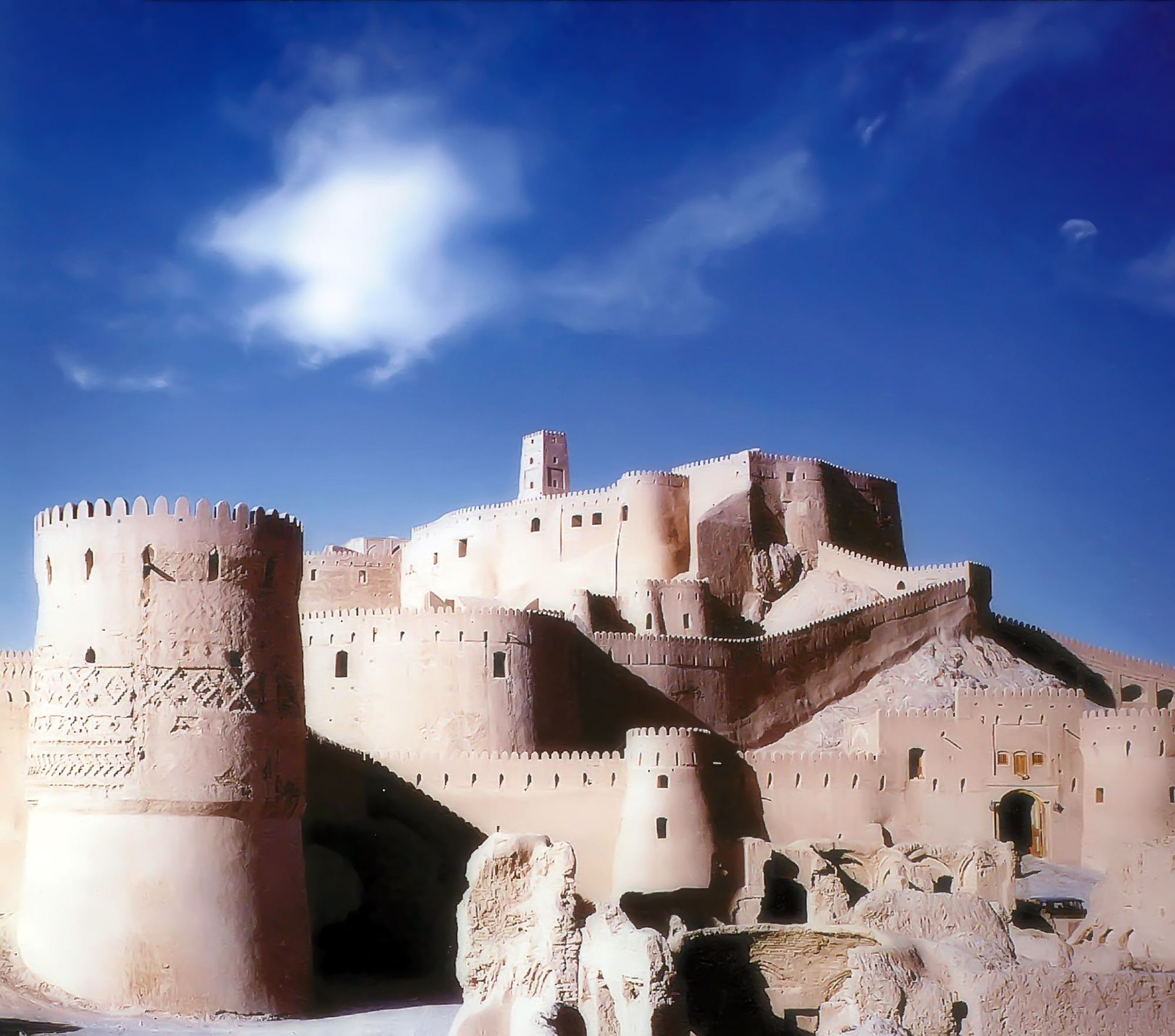
Фортеця Агр е Бам
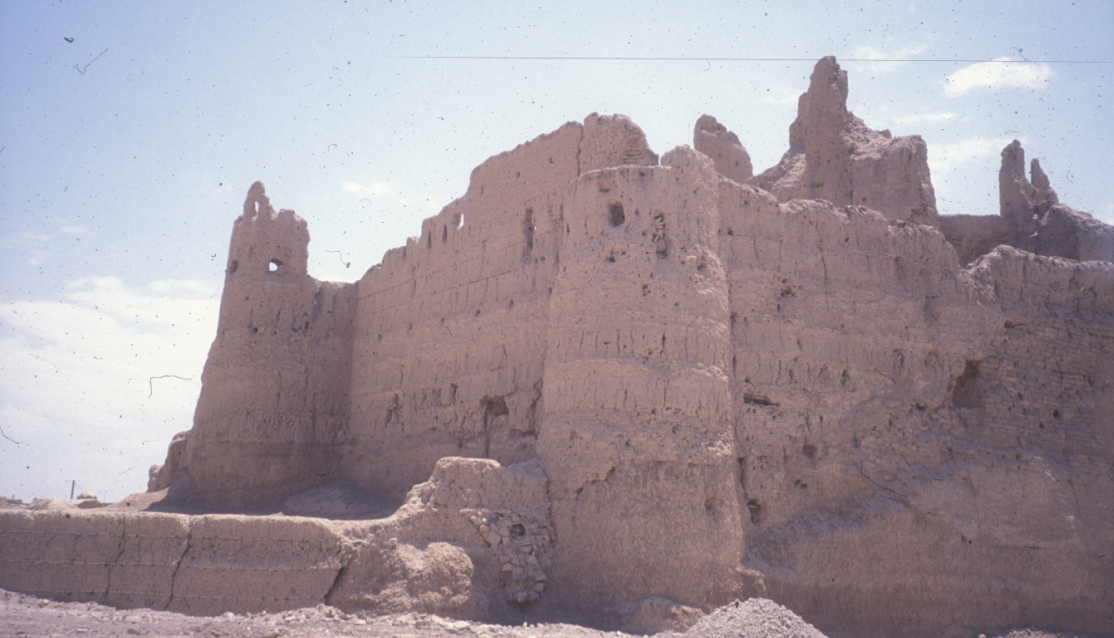
Фортеця Нарін в місті Мейбод, Іран

## Зразки перських садів

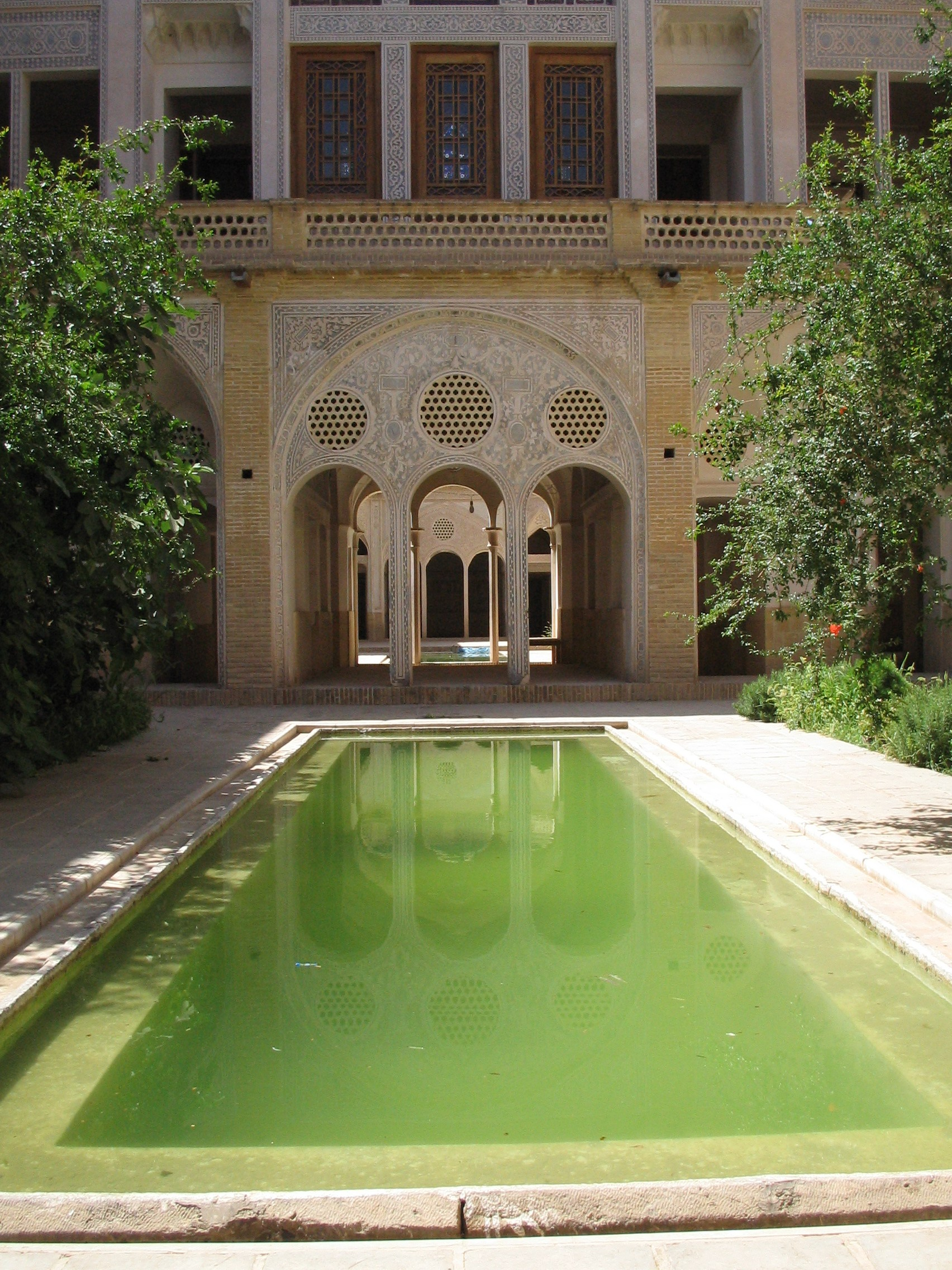
Басейн в дворику палацу кінця XVIII ст., Кашан
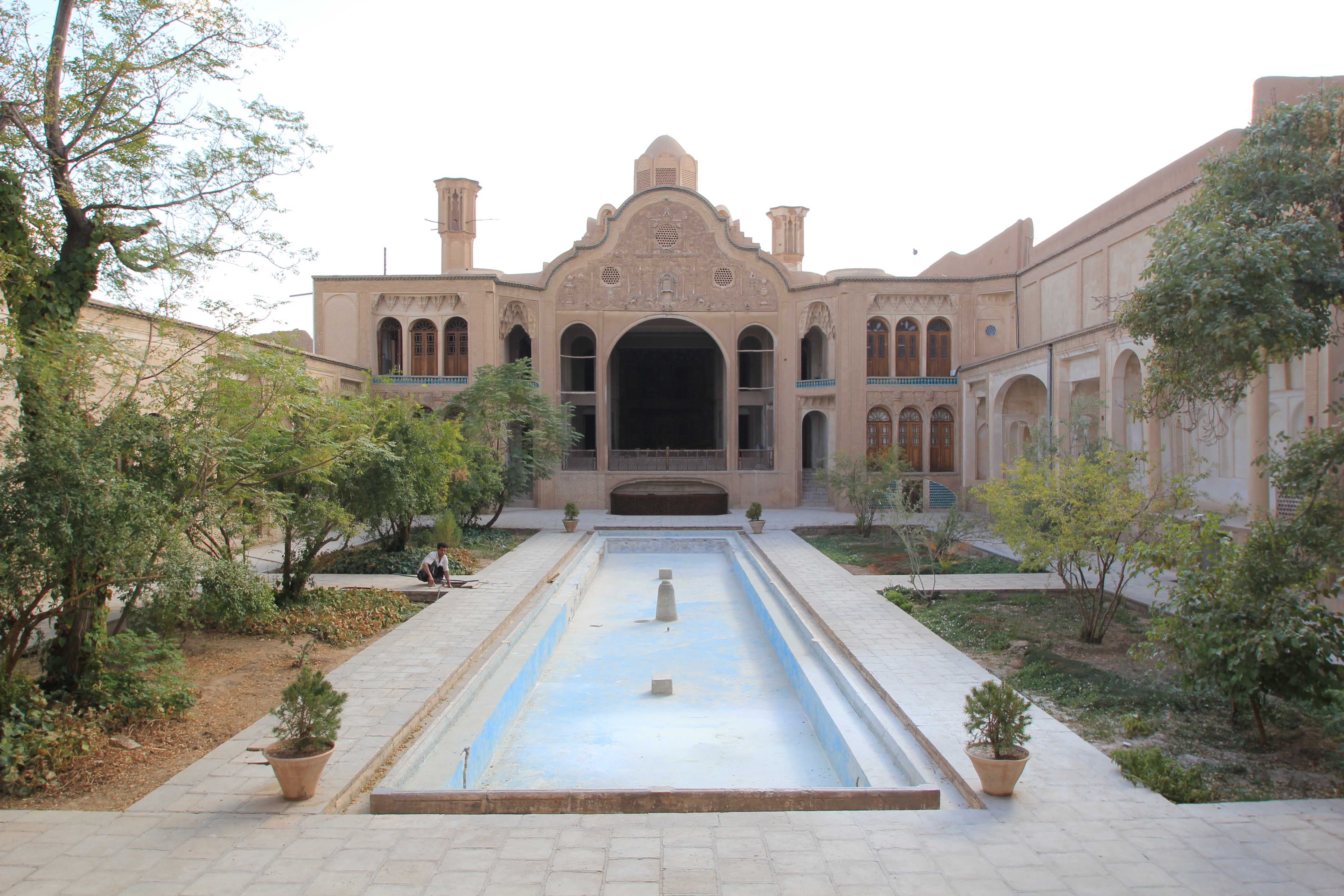
Резиденція Табатабей, сад у внутрішньому дворику будівлі 1857 р., Кашан.
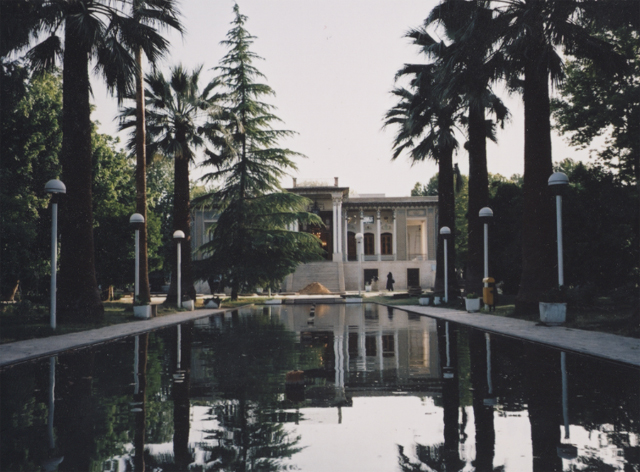
Сад Афіф Абад, Шираз.
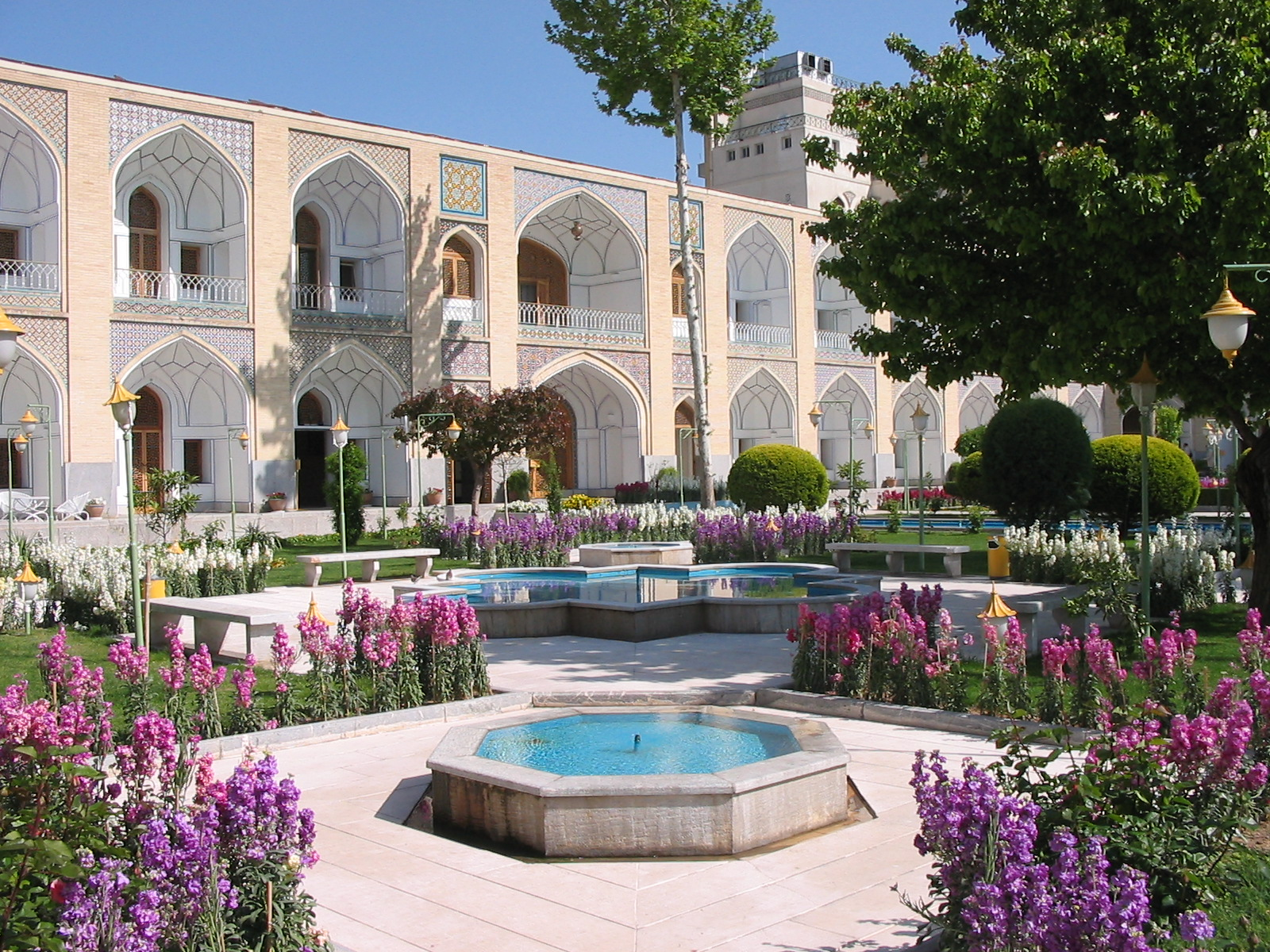
Сучасний сад в готелі Аббасі в реставрованій історичній споруді XVII ст.

## Основні принципи

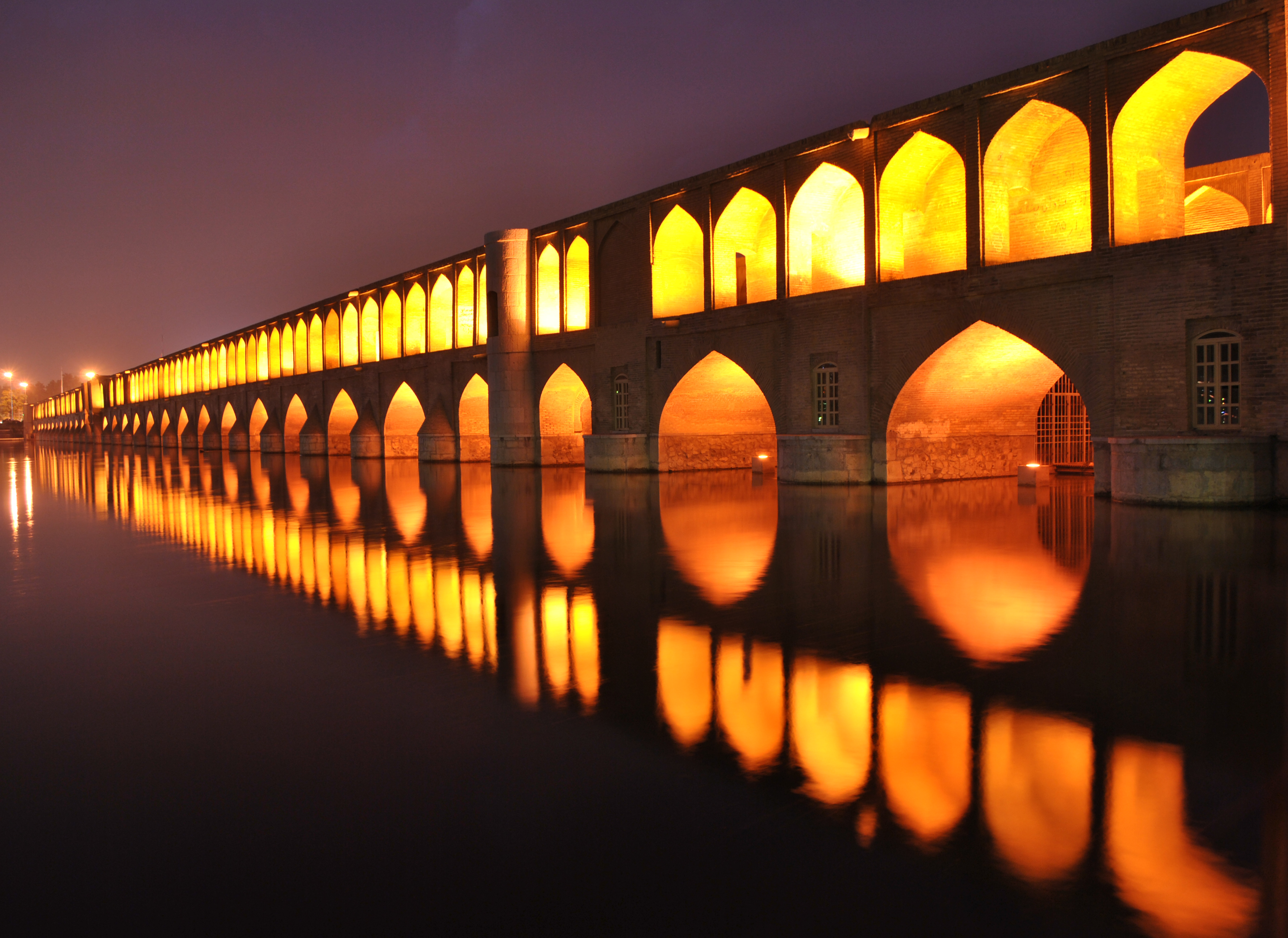
Сі-о-Се Поль

Традиційна перська архітектура зберегла спадковість і досягла неповторного стилю, попри тимчасові внутрішньо-політичні конфлікти та іноземні вторгнення.
Для архітектури Персії «не характерні тривіальні споруди; навіть садові павільйони мають благородство й гідність, а скромні караван-сараї — чарівність. Перські будівлі мають чітку виразність. Комбінація інтенсивності та простоти форм забезпечує безпосередність, в той час як витончений орнамент милує око.»

### Матеріали, архтектурні деталі і декор

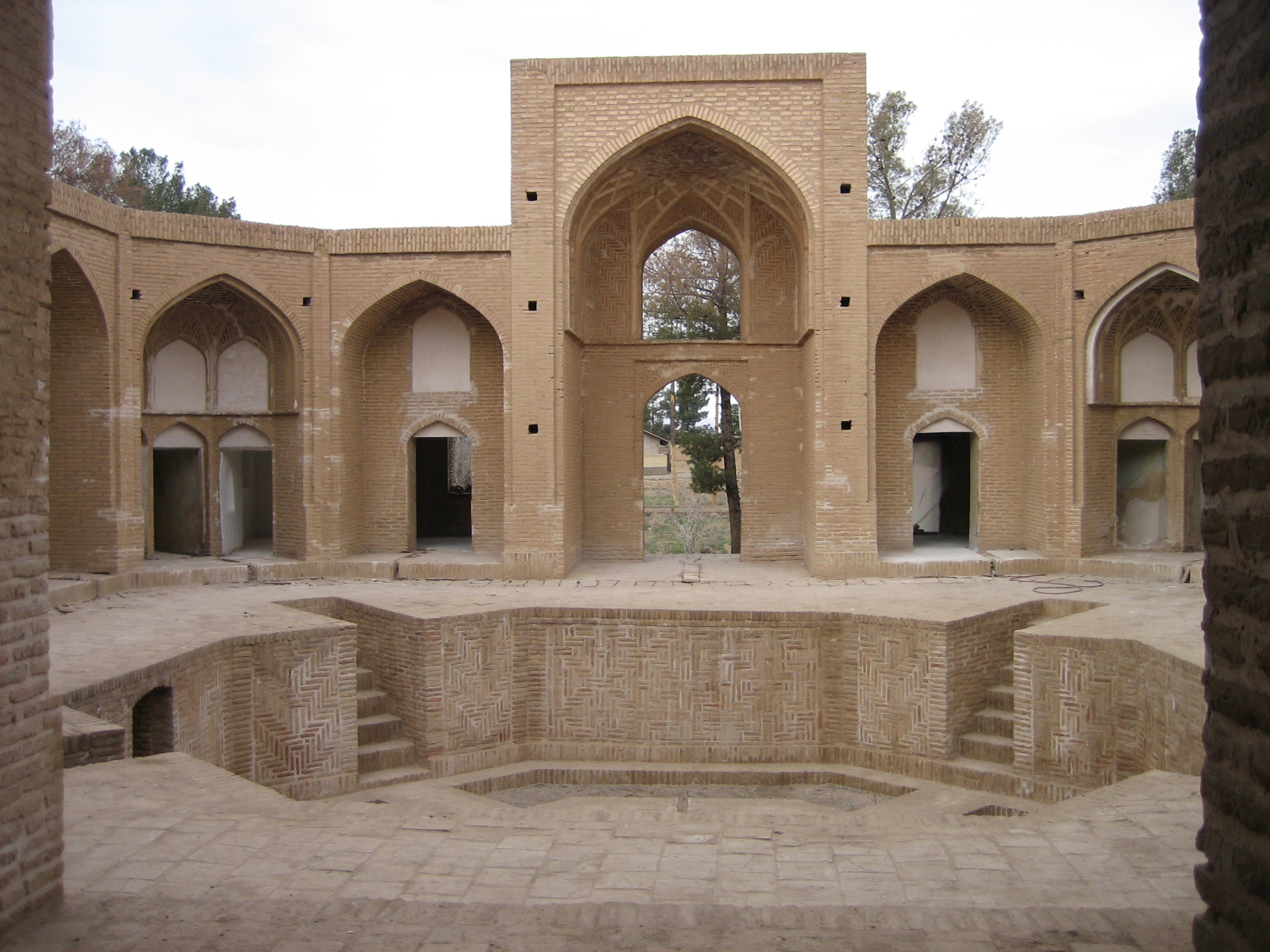
Колишня релігійна школа, дворик з басейном для омовінь, до 18 ст., Фердоус, Південний Хорасан

Доступні будівельні матеріали диктували і диктують базові форми в традиційній іранській архітектурі впродовж століть. Вапно та важкі глини, легко доступні в різних місцях по всьому плато, сприяли виробництву цегли, кольорових кахлів тощо.
Перська цегла середньовічного періоду мала власний стандарт. Вона пласка, довжиною близько двадцяти чотирьох (24) см і чотири (4) см заввишки.
Лише в XX ст. в перській архітектурі почали використовувати стандартну цеглу західноєвропейського зразка, стандарт якої 20 х 10 х 7,5 см заввишки, що не підходила для реставрації старовинних пам'яток місцевої архітектури.

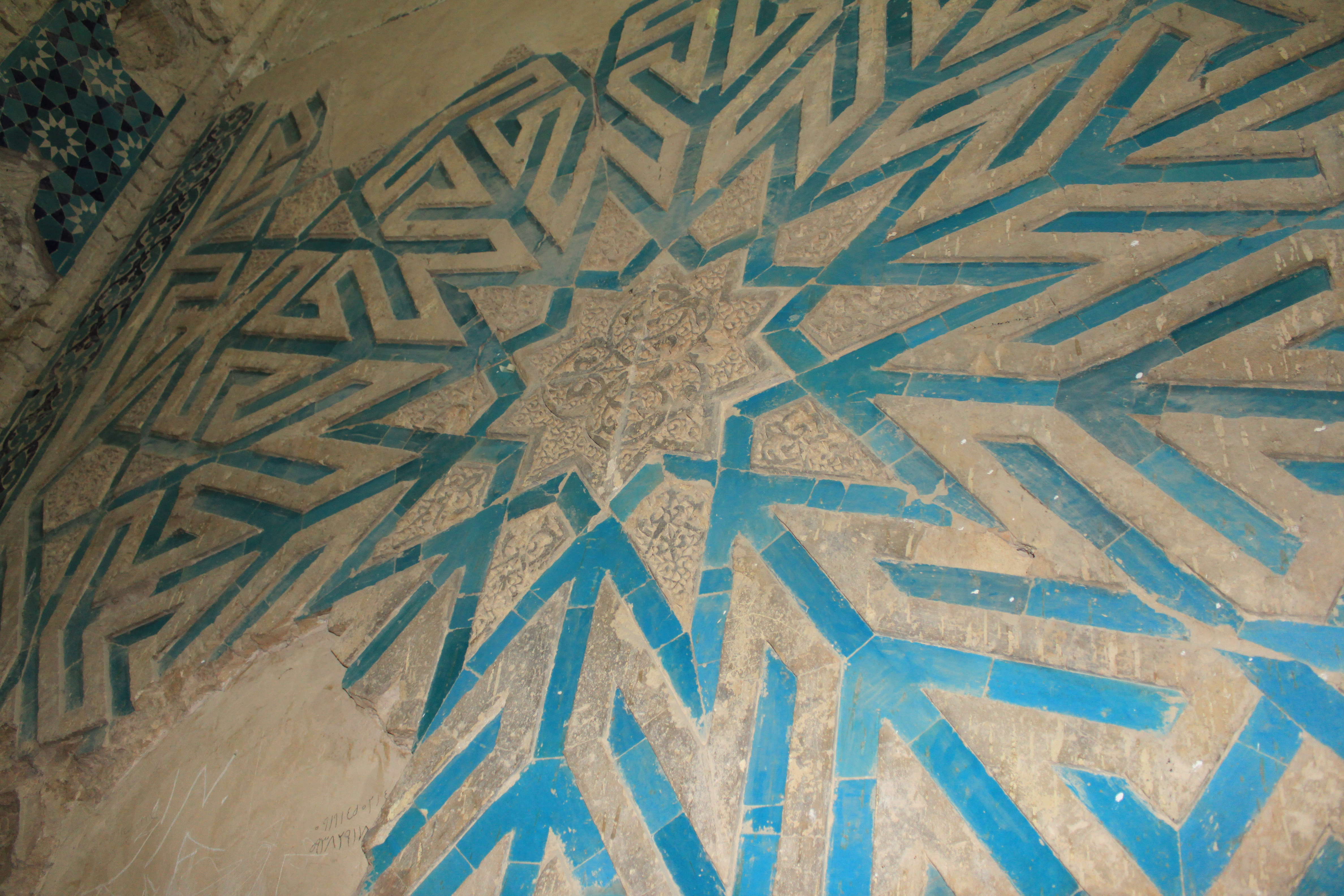
Зразок старовинного декору в мечеті Олджейту, фото 2011 р.
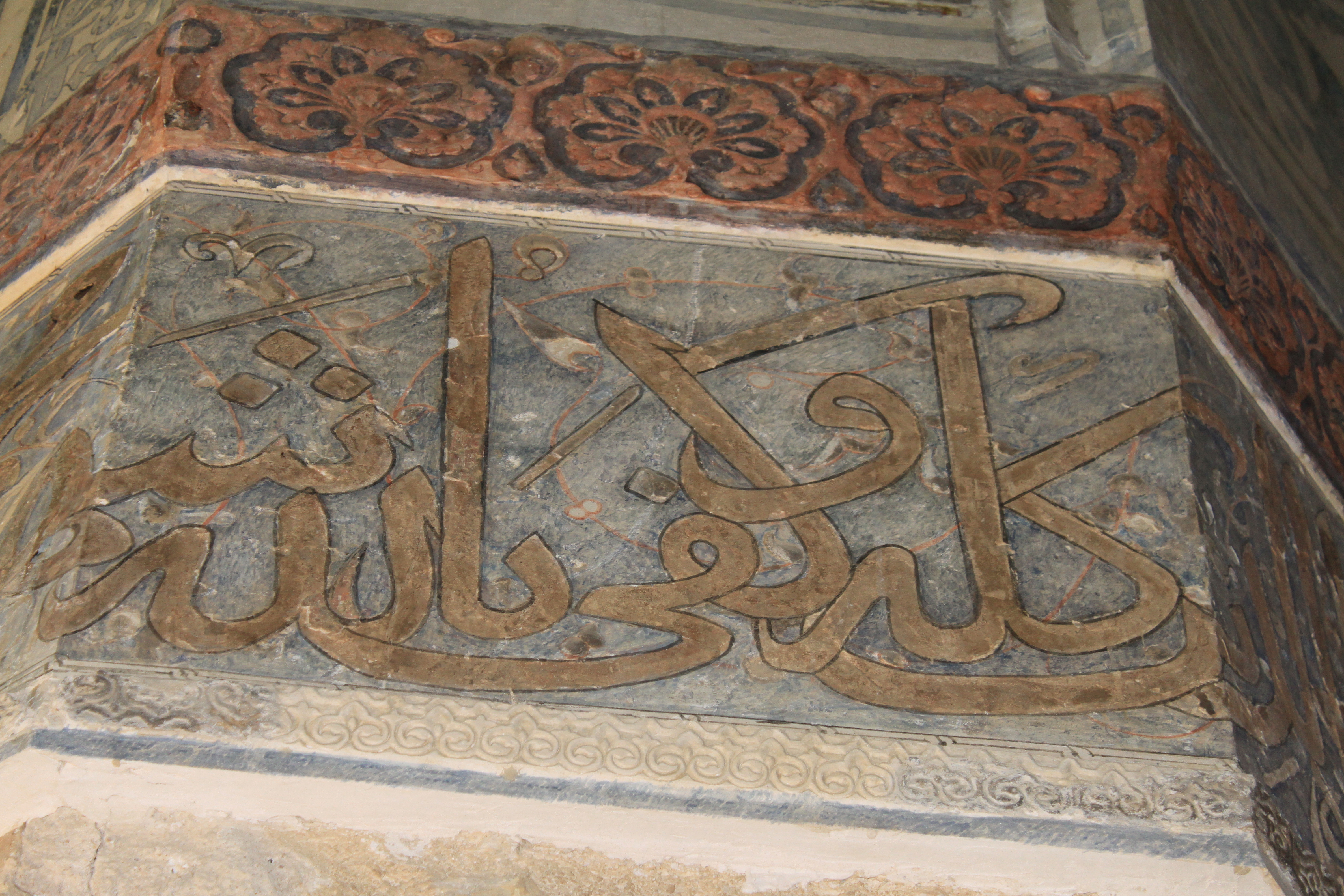
Мавзолей ільхана Олджейту, місто Солтаніє
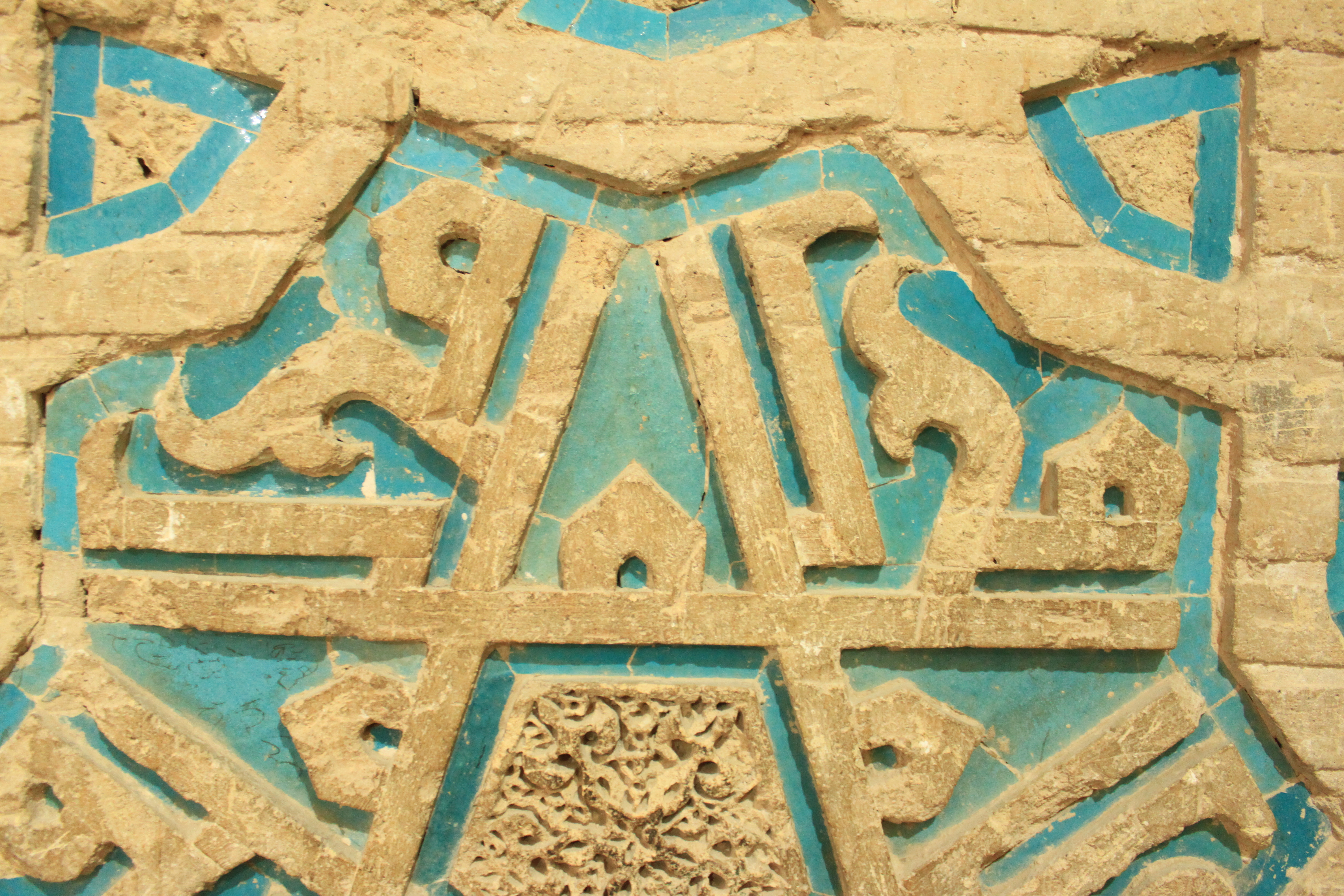
Мавзолей ільхана Олджейту, декор
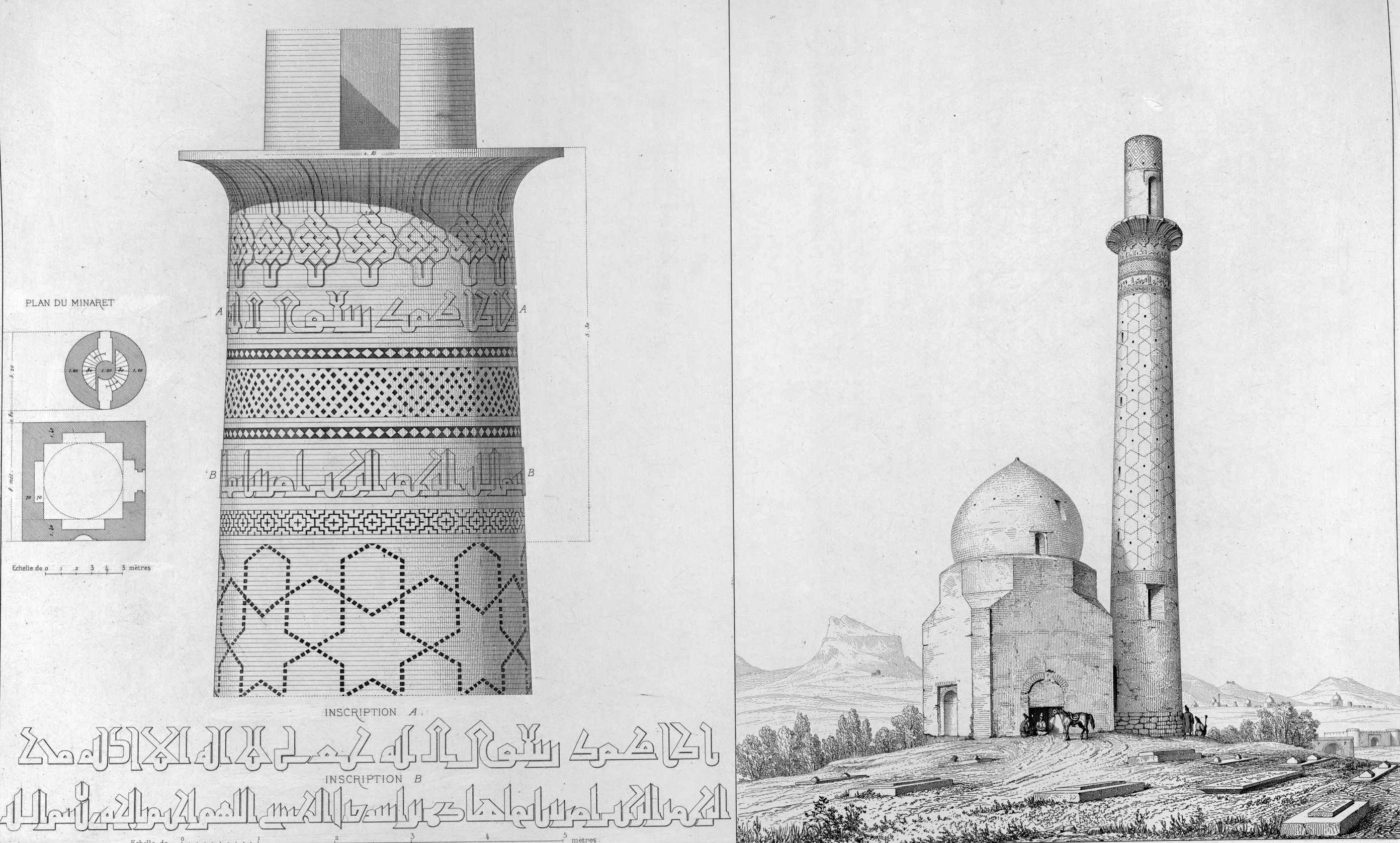
Декор мінарета в Шахрестані
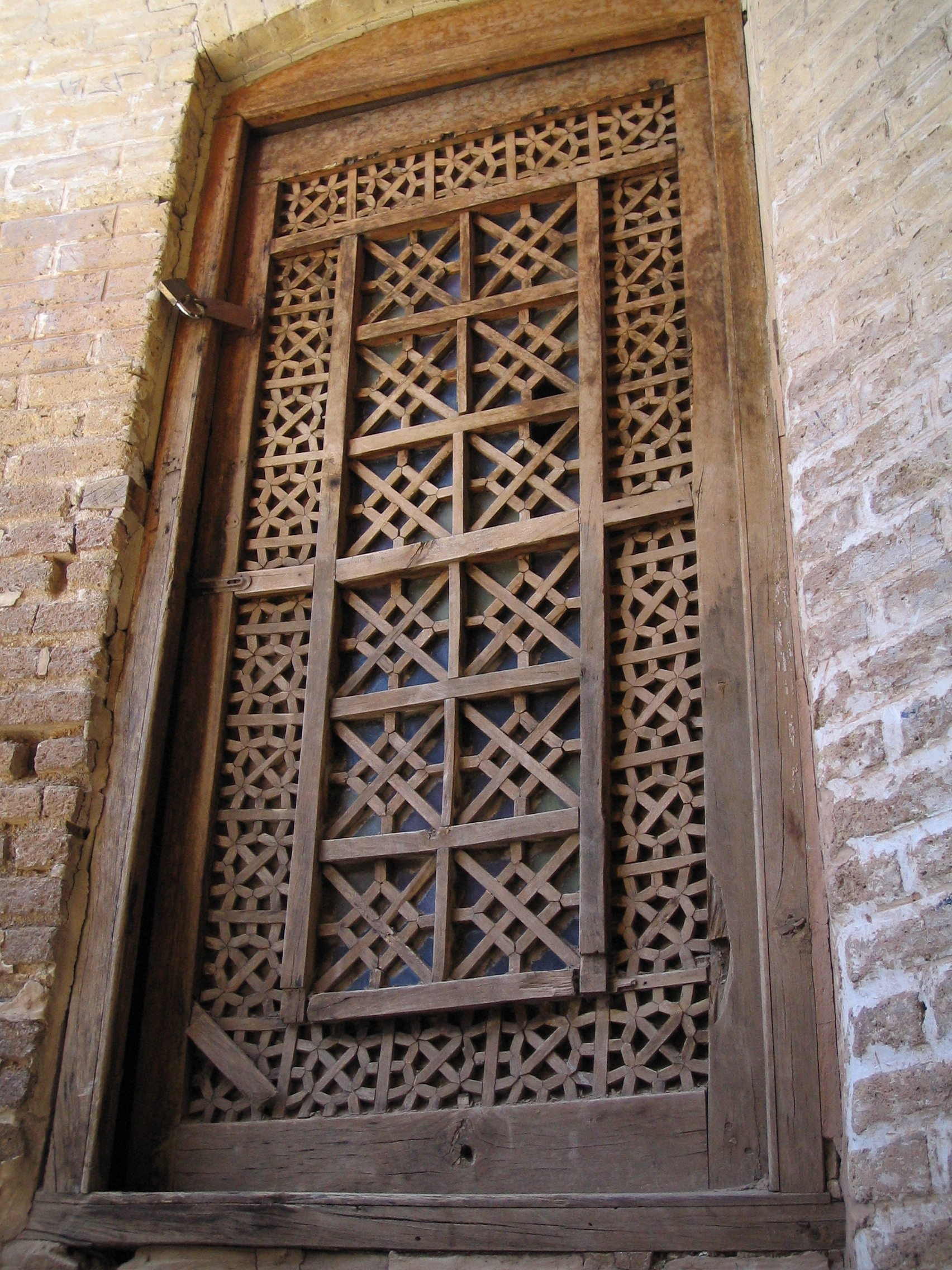
Дерев'яні ґратки, Шираз.

## Перська архітектура зламу XX–XXI ст.
В першій половині XX століття був етап запозичень із західноєвропейської архітектури як її образного ладу, так і технологій і будівельних матеріалів. В Персії шлях до реформ в архітектурі пов'язують з ініціативами шаха Рези. Запозичення велись і з європейської, і зі стародавньої архітектури домусульманських періодів, і з архітектури мусульманського періоду. Споруди мали компромісний характер (Державний банк у Тегерані з айваном, декор фасадів Першої споруди парламенту з різноманітної цегли, фасад Археологічного музею у Тегерані з велетенською параболічною аркою домусульманського періоду тощо.)
В країні працювало декілька іноземних фахівців, переважно в столиці. Серед них архітектори з Франції (Андре Годар, Массім Сіро) та Німеччини. Археолог і архітектор Андре Годар займався як реставрацією окремих споруд, так і отримав посаду голови археологічної установи держави. Декілька посланців Персії навчались сучасної архітектури в Парижі. Запрацював і Тегеранський університет, де створили Школу мистецтв і архітектури за зразком паризької Школи красних мистецтв.
Більшість іранських фахівців і архітекторів й XX ст. не мали систематичної освіти європейського зразка й інформації про архітектуру корінних народів Перської імперії, позаяк цього ніколи не передбачала освіта в медресе. Уривчасті дослідження західноєвропейських науковців XIX і першої половини XX ст. ще не були достатньо повними, мали західні методи і обмеження європейського сходознавства як такого, часто мали археологічне спрямування.
В державі нарешті звернули увагу на поруйновані пам'ятки старовинної архітектури. Почалися їх дослідження і перші спроби ремонтно-відновлювальних робіт. Поруйнований декор споруд і їх ремонт сприяли відновленню декількох ремесел, особливо виготовлення кольорових кахлів і різьблених у тиньку деталей. Водночас руйнували старі фортечні мури в столичному колись Ісфагані й у провінціях, серед поруйнованих заради модернізації були і мистецькі вартісні споруди (ворота Каджарів у Тегерані.) Мережу протяжних проспектів отримав Тегеран з тих же міркувань візуальної модернізації. А головні шляхи вимостили каменем. Проспекти в столиці забудували по обидва боки низьковартісною архітектурою. У процес знову втрутився Реза-шах, що видав наказ про забудову проспектів тільки двоповерховими будинками заради ошатного вигляду. Перші шестиповерхові житлові будинки створені в Тегерані тільки в 1941 р. На тлі одноповерхової пересічної архітектури шестиповерхові споруди вважали місцевими хмарочосами.
В другій половині XX ст. держава пройшла через низку швидких політичних змін, індустріалізацію і прискорення історичного розвитку, котрих ніколи не мала в минулому. В консервативний побут мешканців прийшли технічні і побутові досягнення капіталістичних країн, серед них європейського зразка меблі, холодильники, телевізори, нового типу зв'язок. Якщо головними меблями для мільйонів мешканців перського культурного простору століттями були килими і підлога, відтепер будинок розпався на жіночу половину з килимами й дітьми та на половину «західну» із західними меблями і «західним» декором — для відвідувачів і гостей.
В архітектуру Ірану прийшли нові будівельні технології й бетон, а також всі недоліки капіталістичного виробництва в країну з феодальними звичками і немодернізованим середньовічним світоглядом.

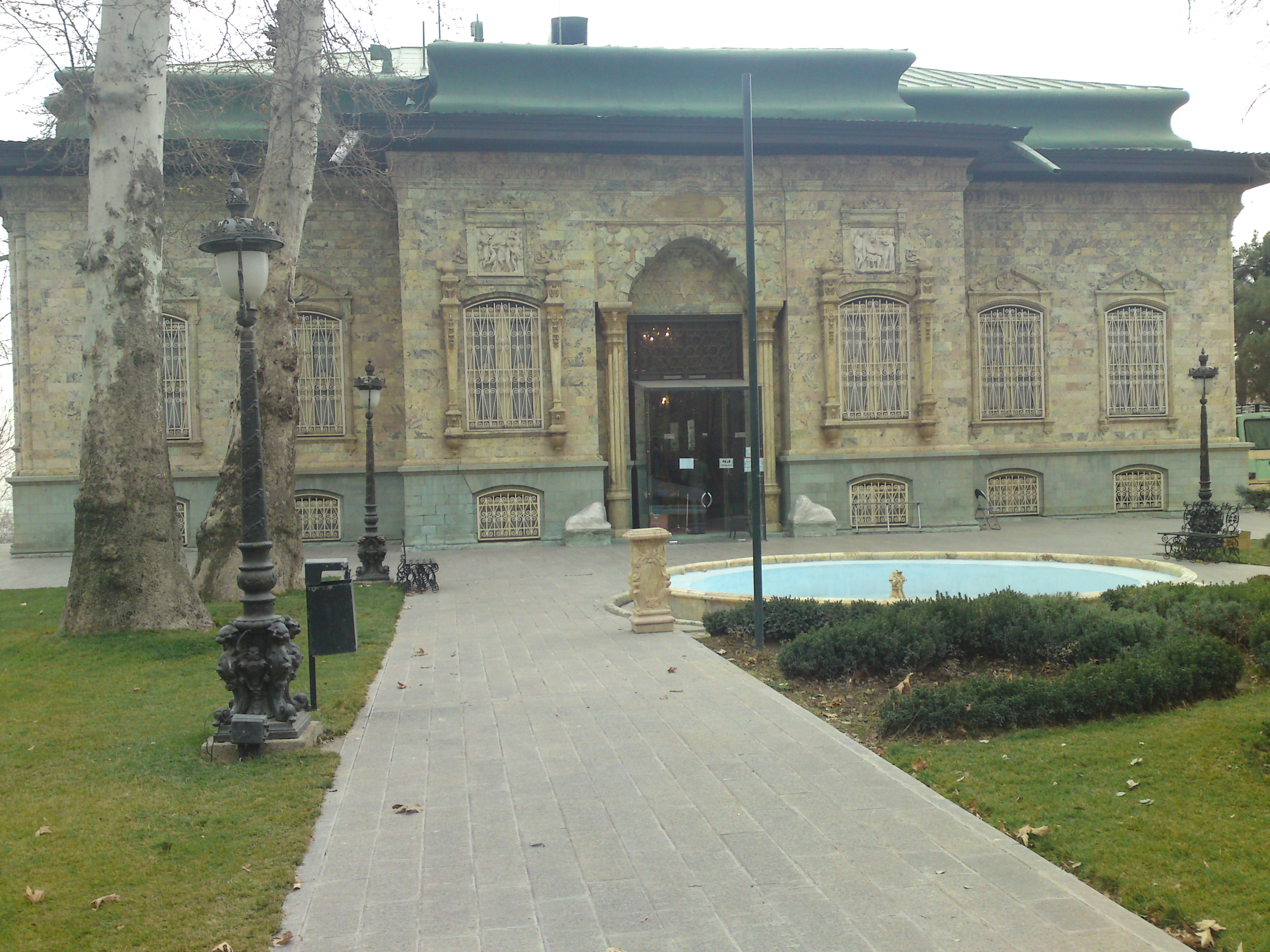
Палац Садабад, Тегеран, початок XX ст.
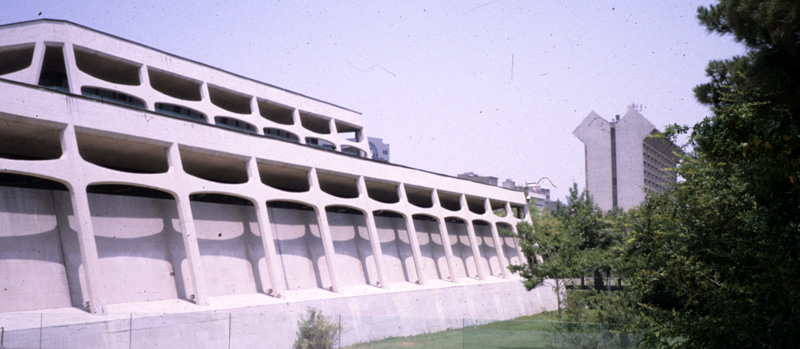
Музей килимів, (Тегеран)
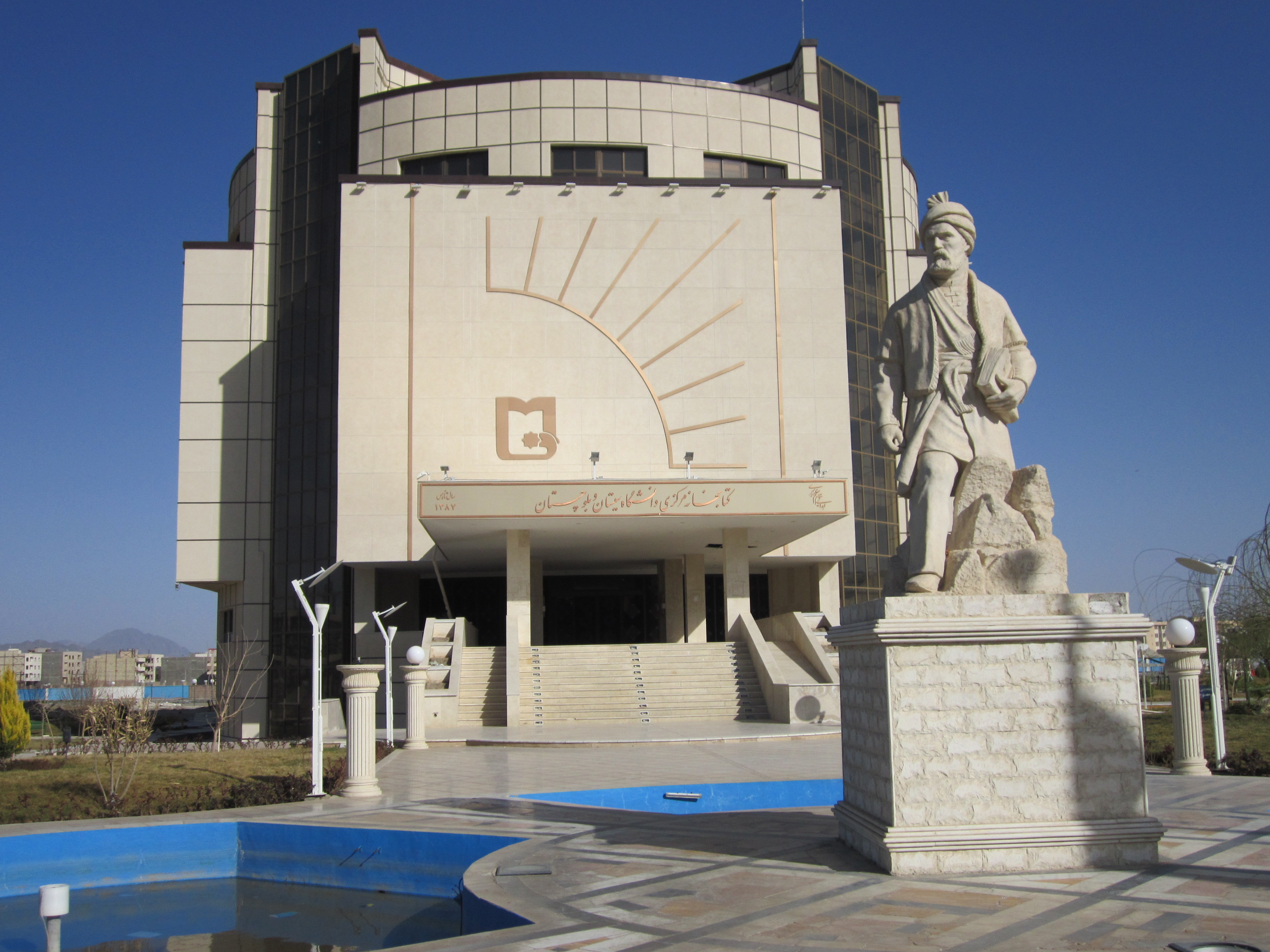
Університет Сістану і Белуджистану, університетська бібліотека, Іран, 2012
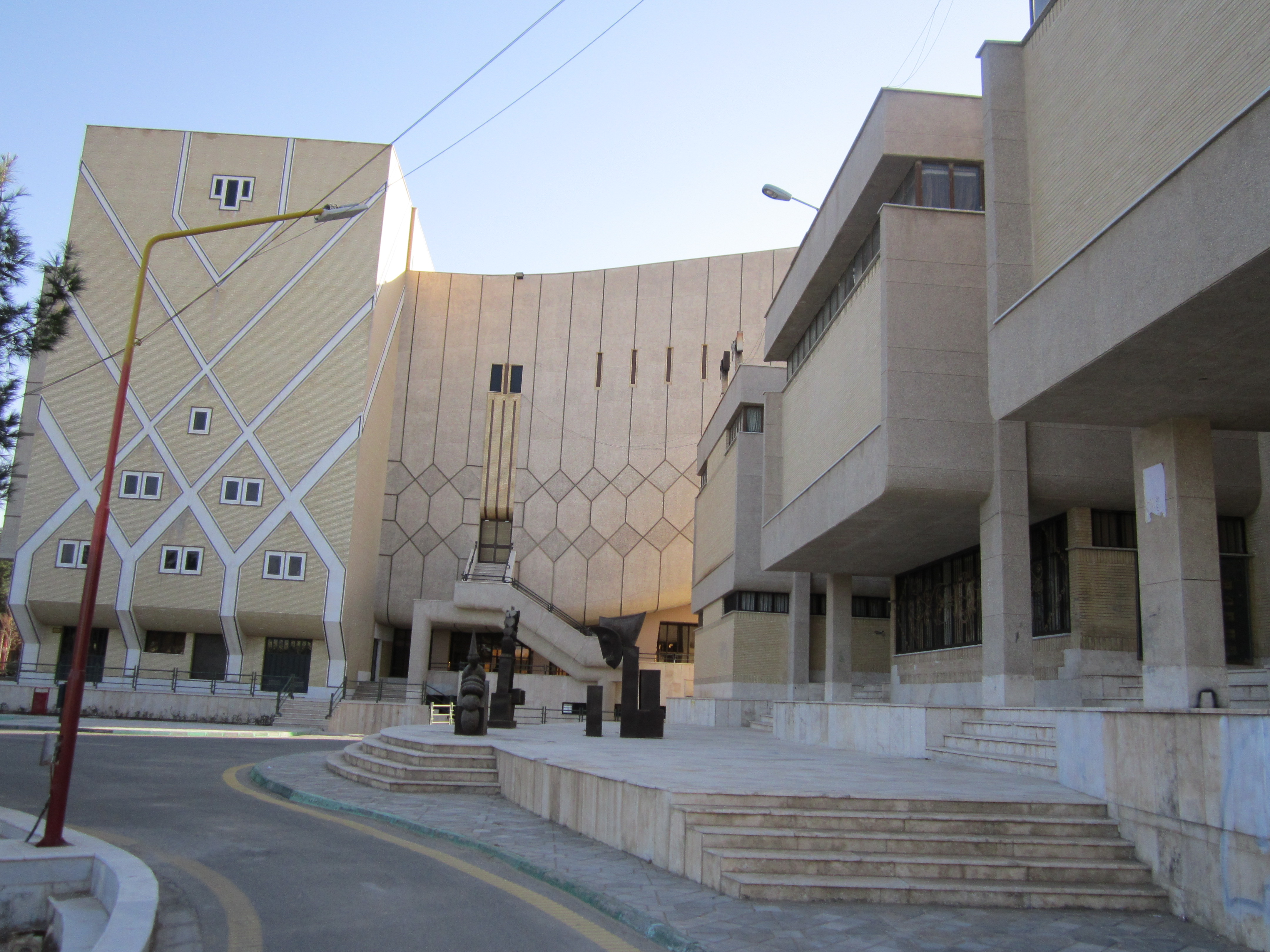
Університет Сістану і Белуджистану, Аудиторіум, місто Захедан, Іран
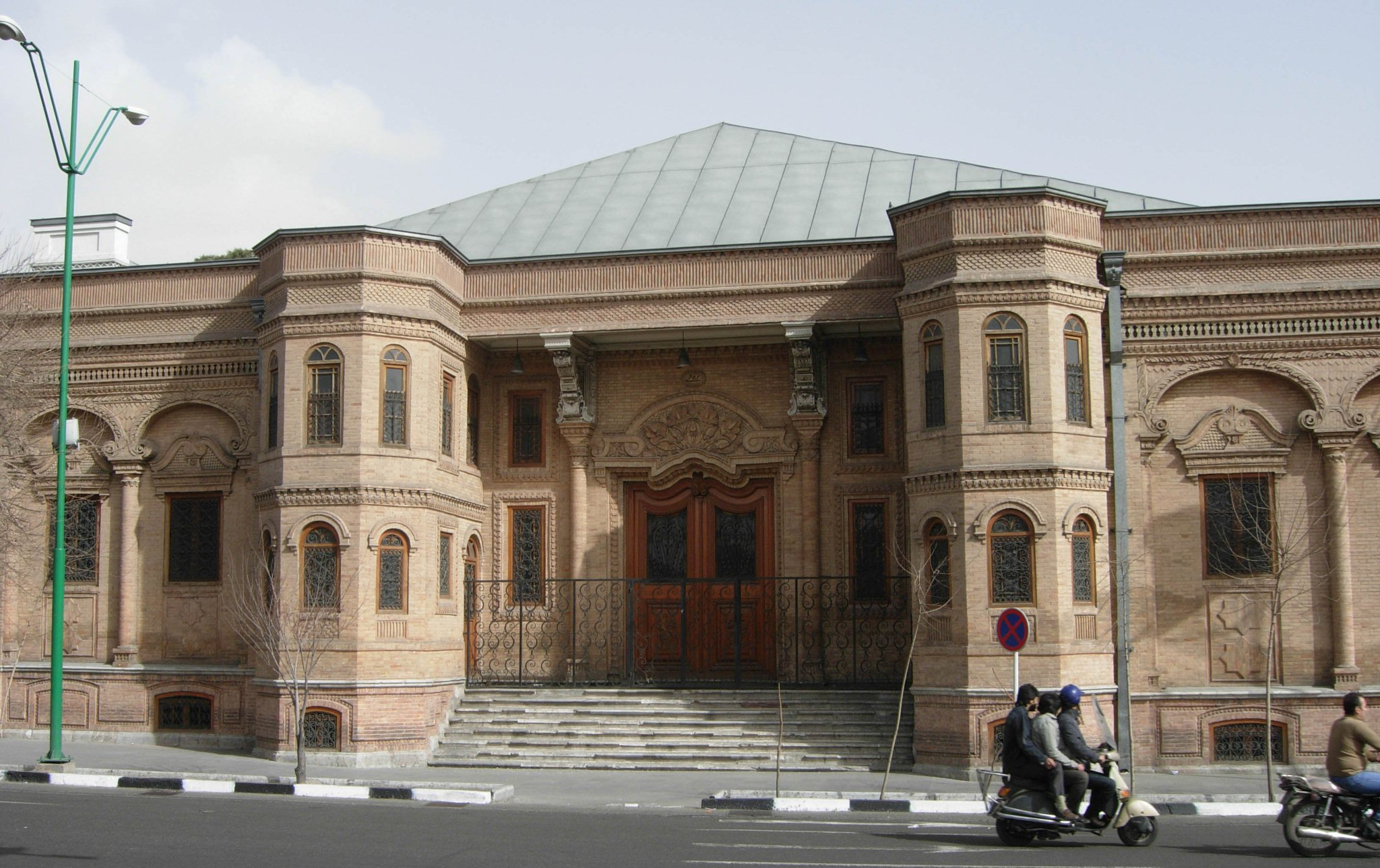
Колишня споруда Парламенту
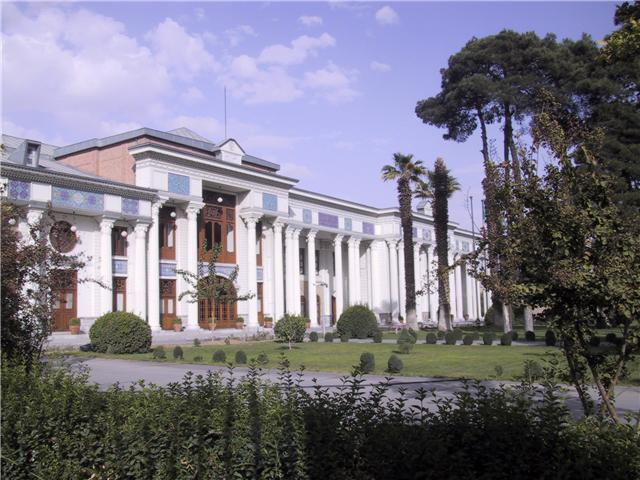
Нова споруда Парламенту
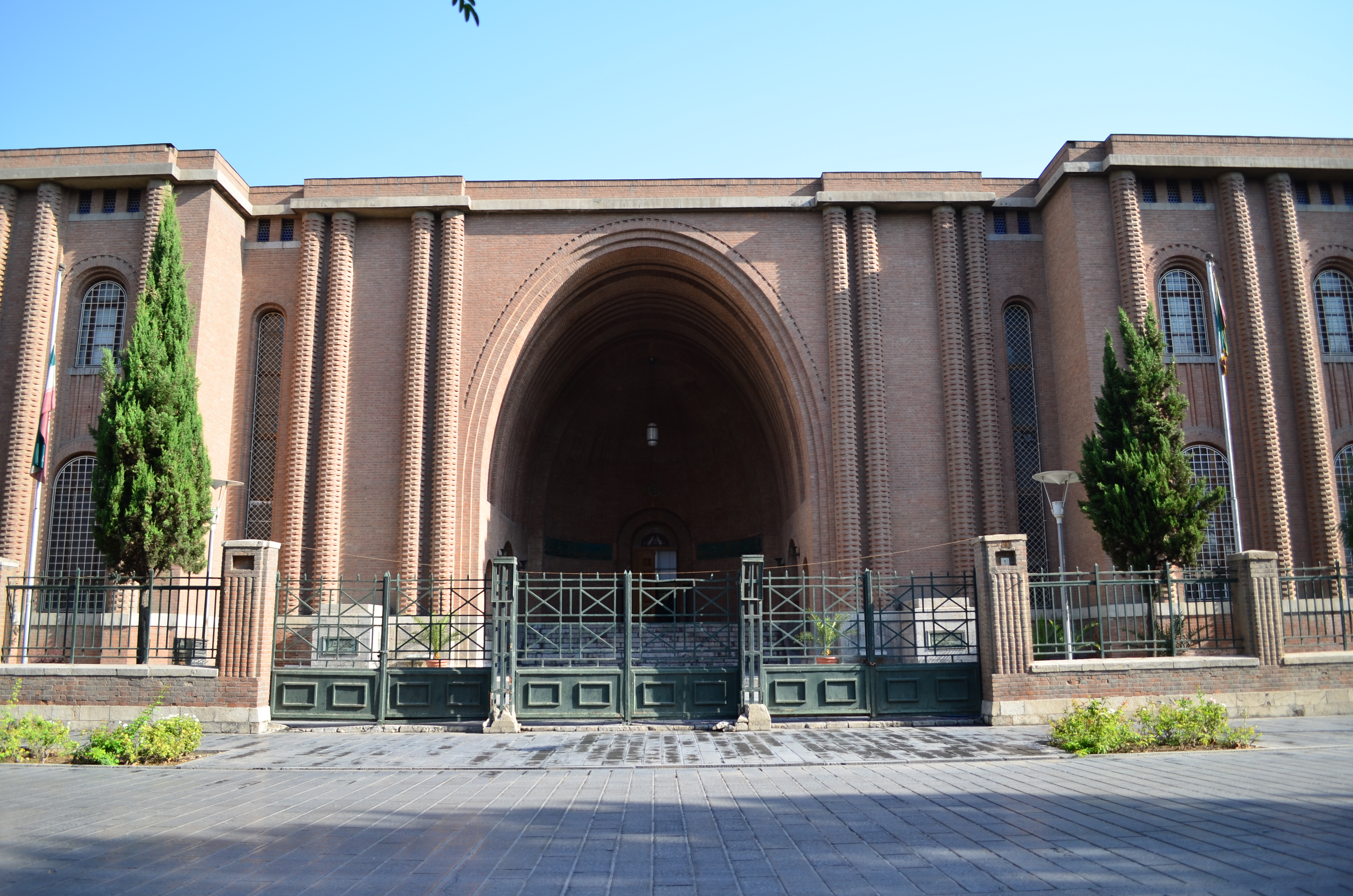
Археологічний музей (Тегеран), 1937
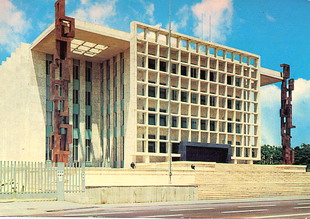
Сенат в місті Тегеран, 1970
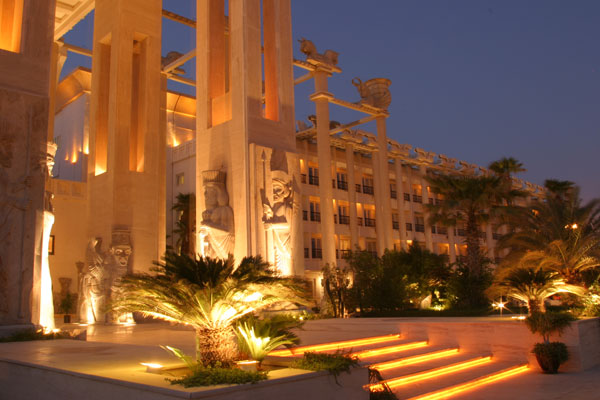
Даріуш Гранд готель, 2006
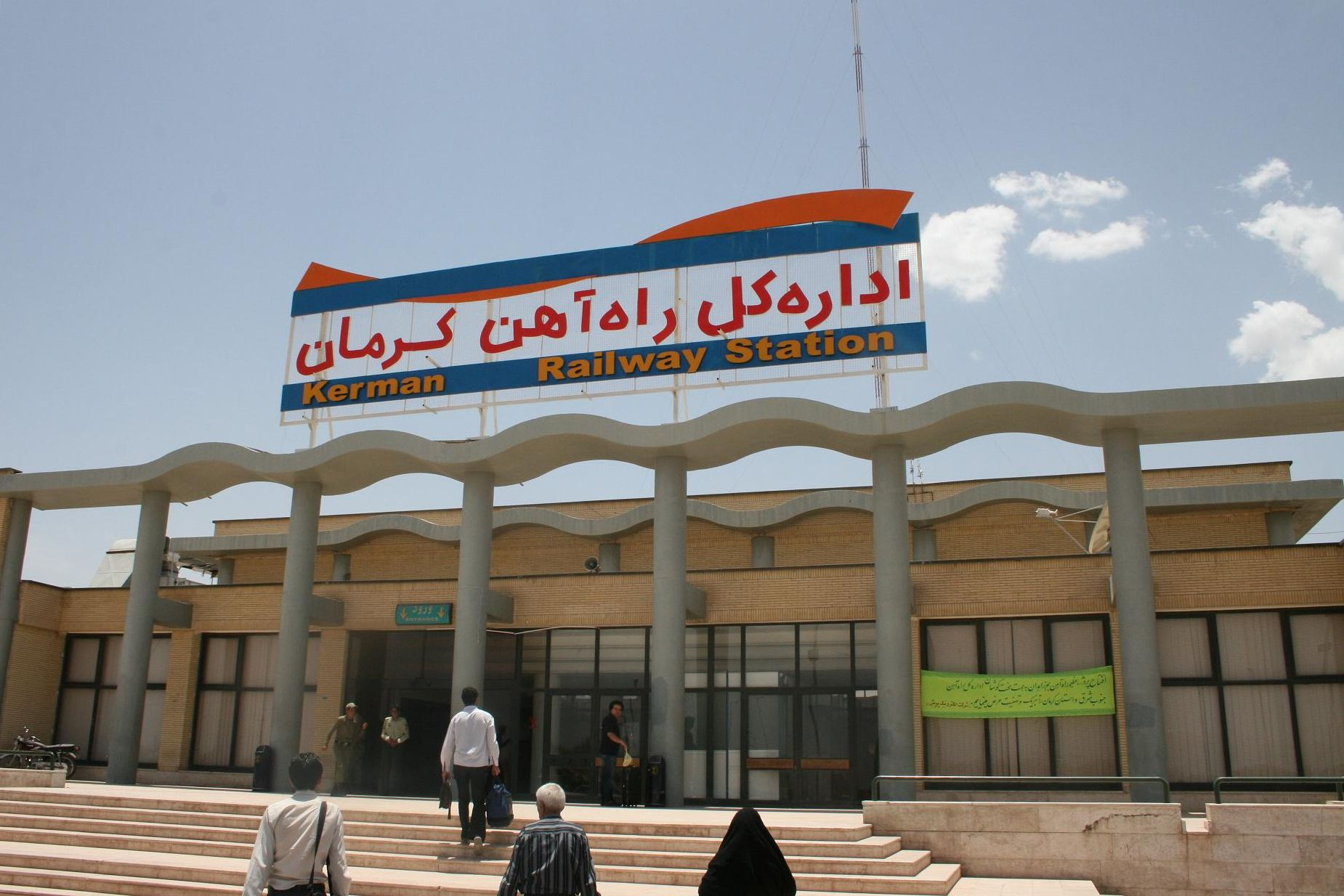
Залізнична станція, місто Керман

## Перська архітектура в малюнках і живопису європейських майстрів

Худ. Жуль Лорен. «Тебріз. Руїни Блакитної мечеті під снігом», 1872
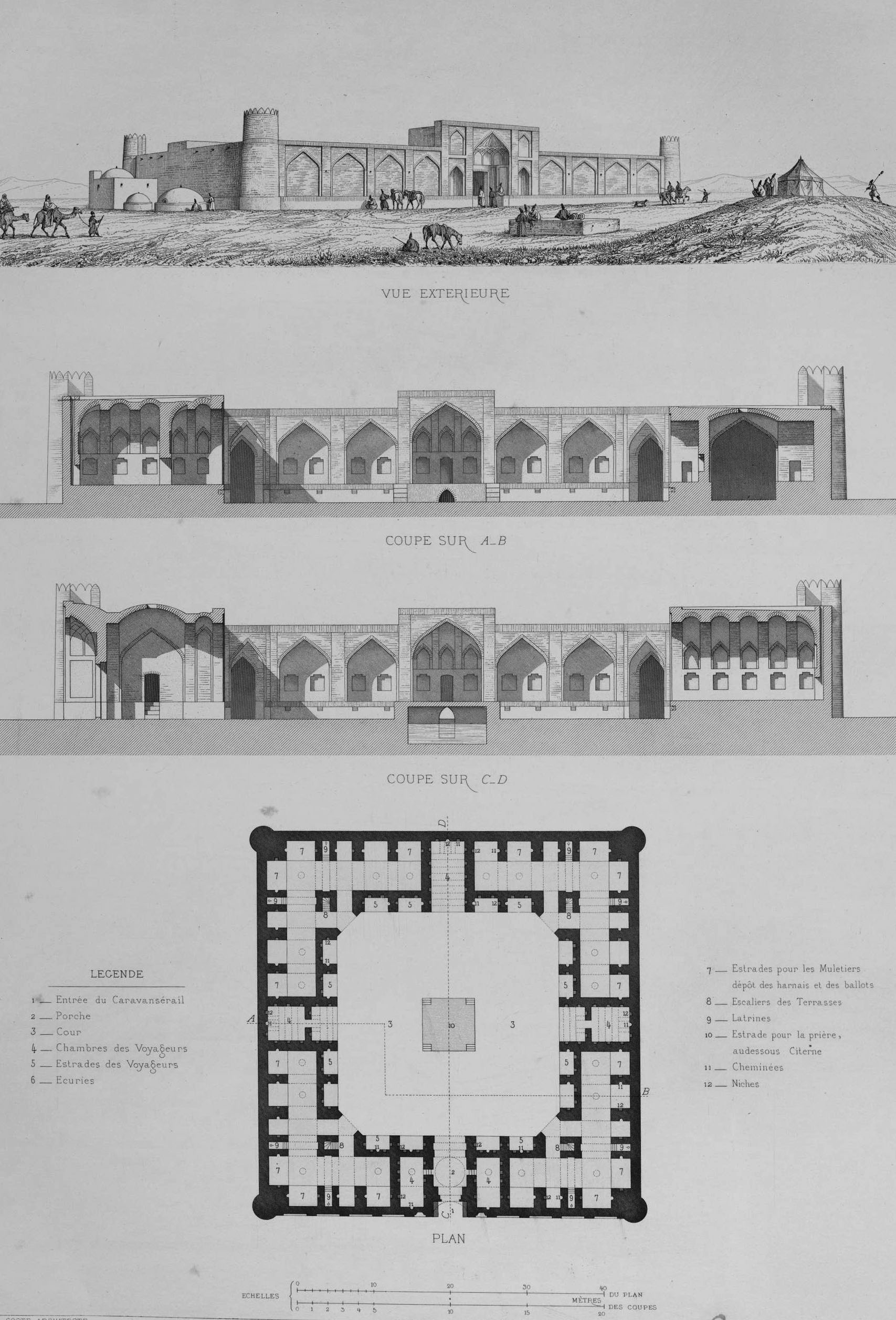
Паскаль Косте. «Каравансарай Пасанган на шляху від Ісфагана до Тегерана», фасад, план і розріз, друк 1840
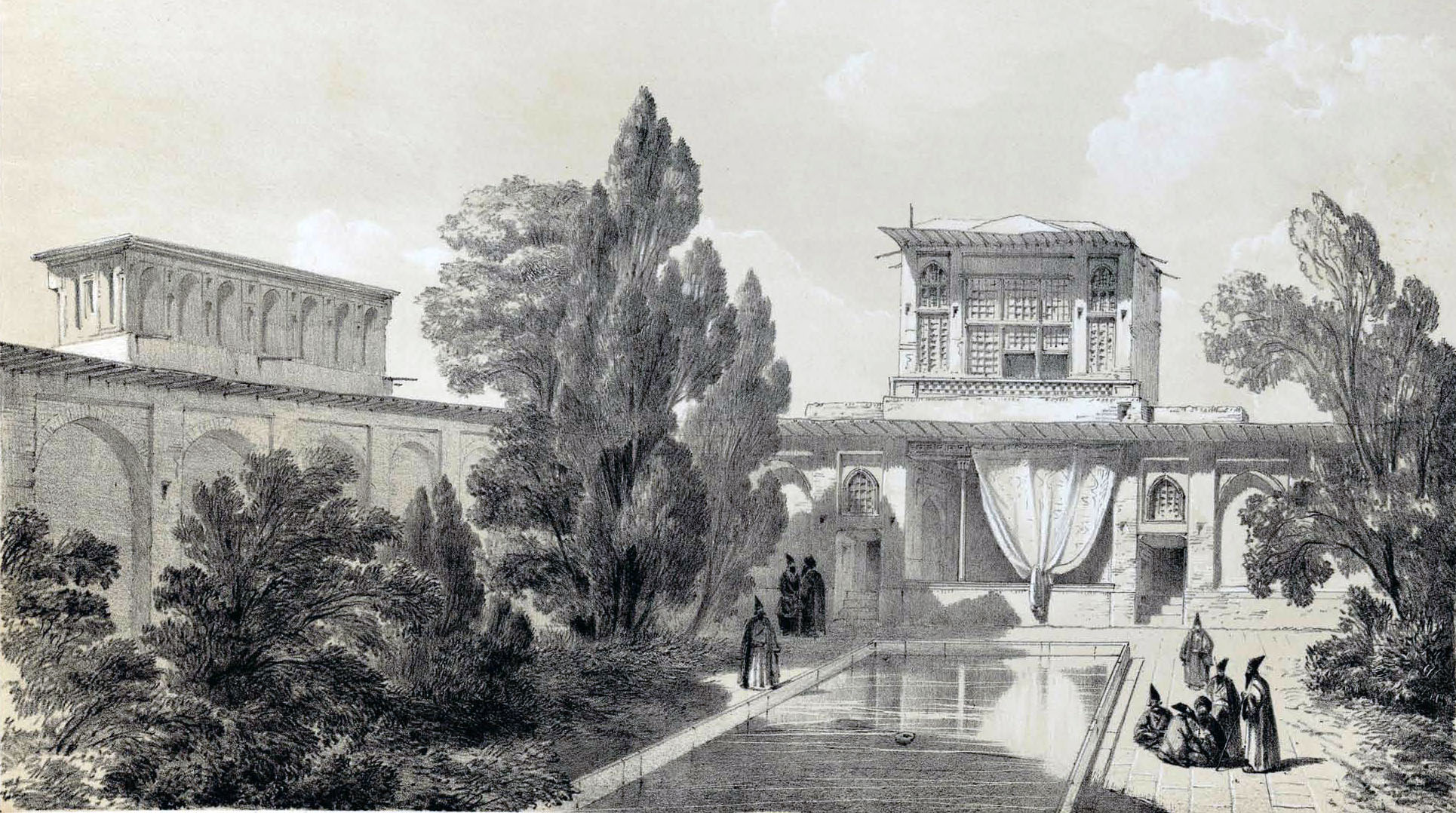
Ежен Фланден. Палац Каср і Кахар біля Теграна, внутнішній дворик з басейном, друк 1840
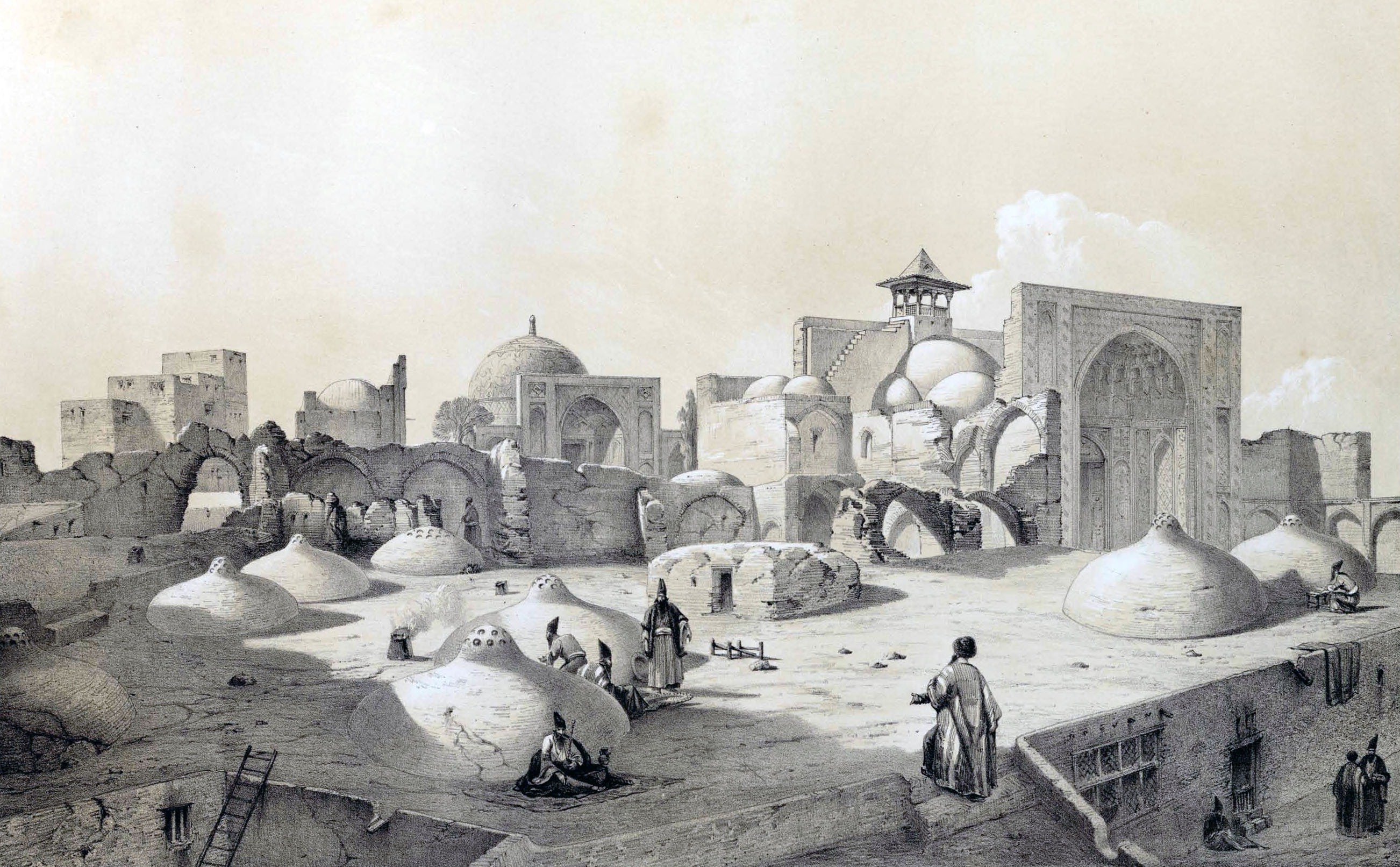
Ежен Фланден. «Мечеть шаха і глиняні дахи житлових будинів, Казвін», друк 1840
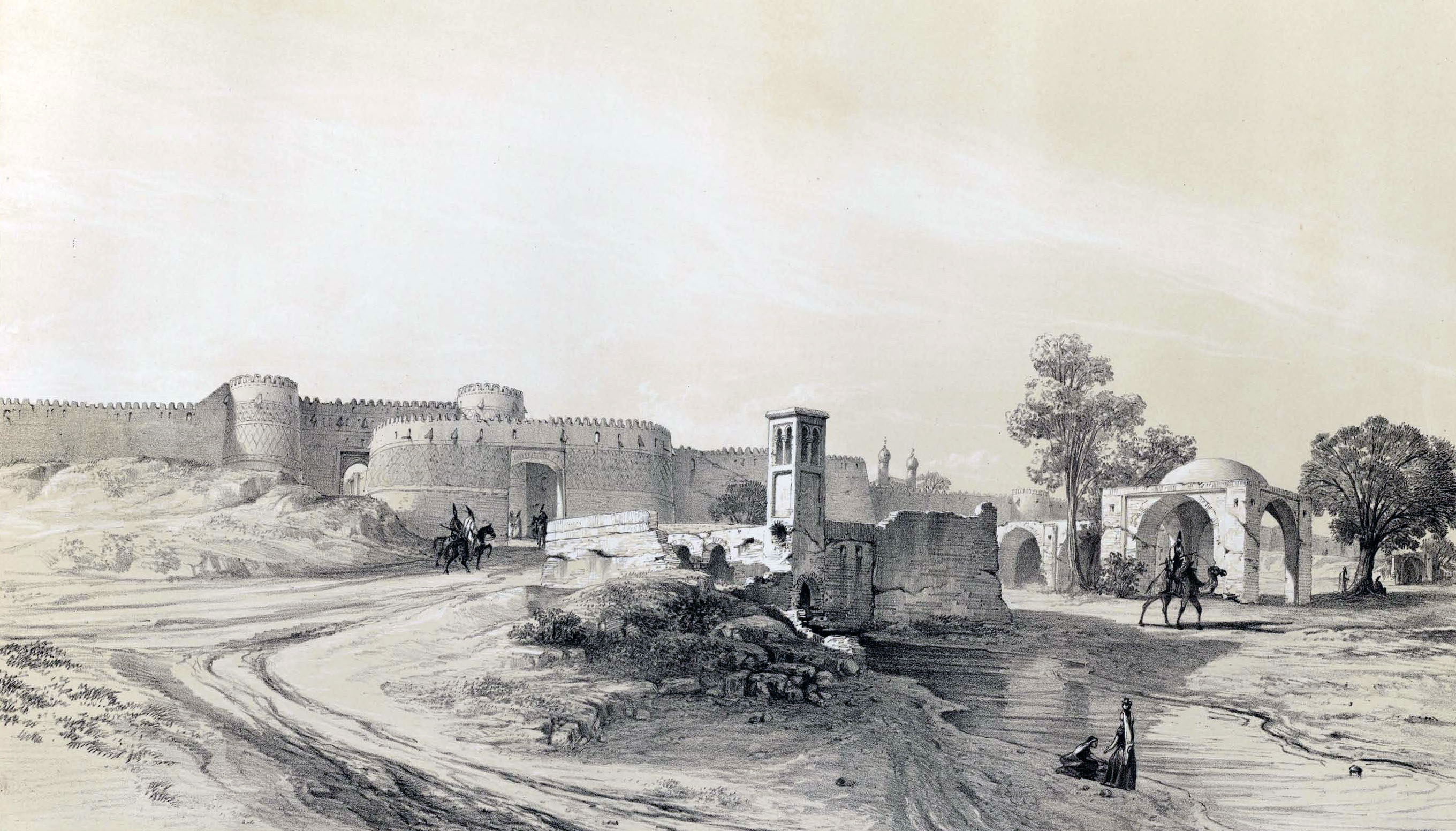
Ежен Фланден. «Брама Шемран, Тегеран», друк 1840
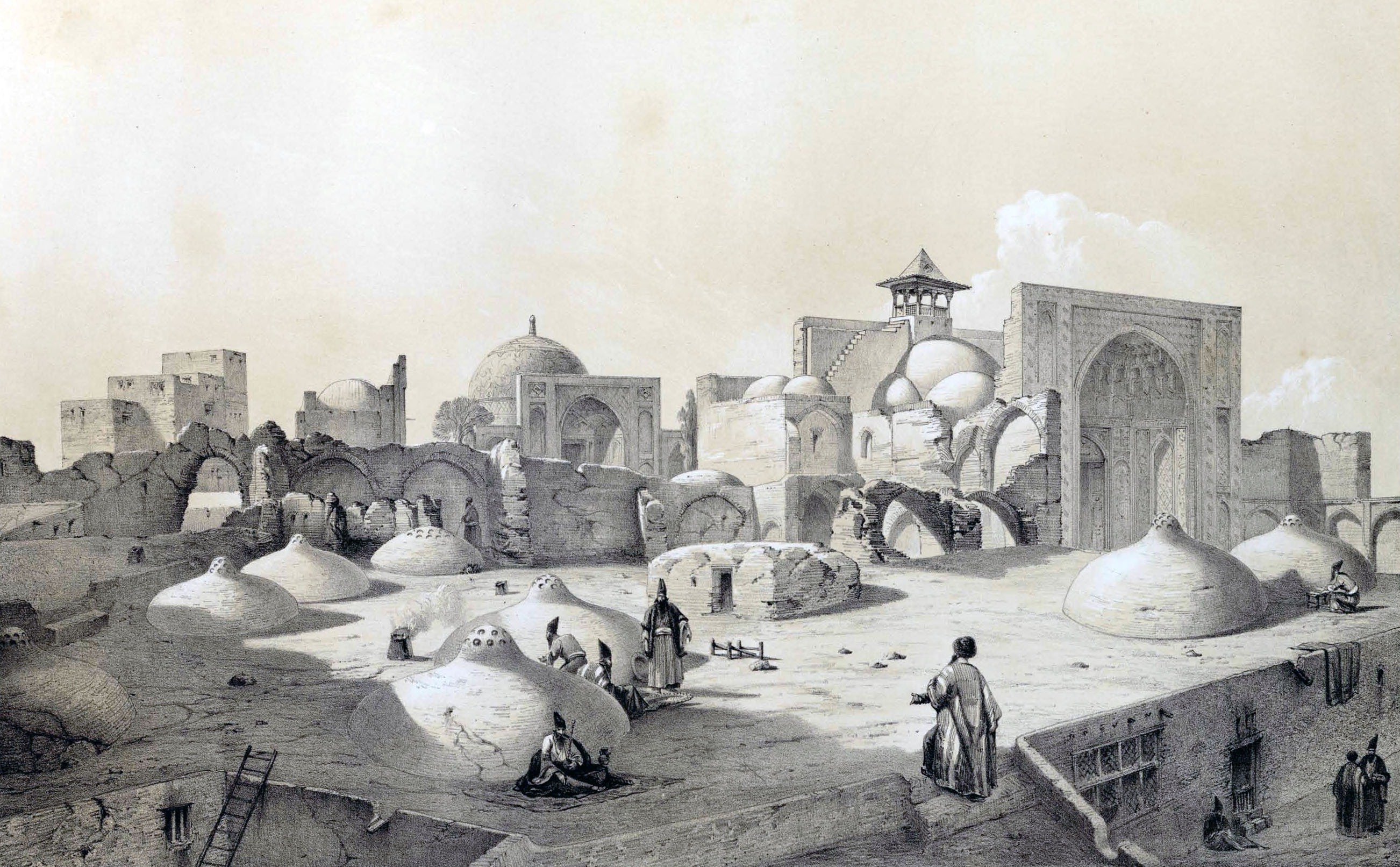
Ежен Фланден. «Мечеть шаха і глиняні дахи у Казвіні», друк 1840
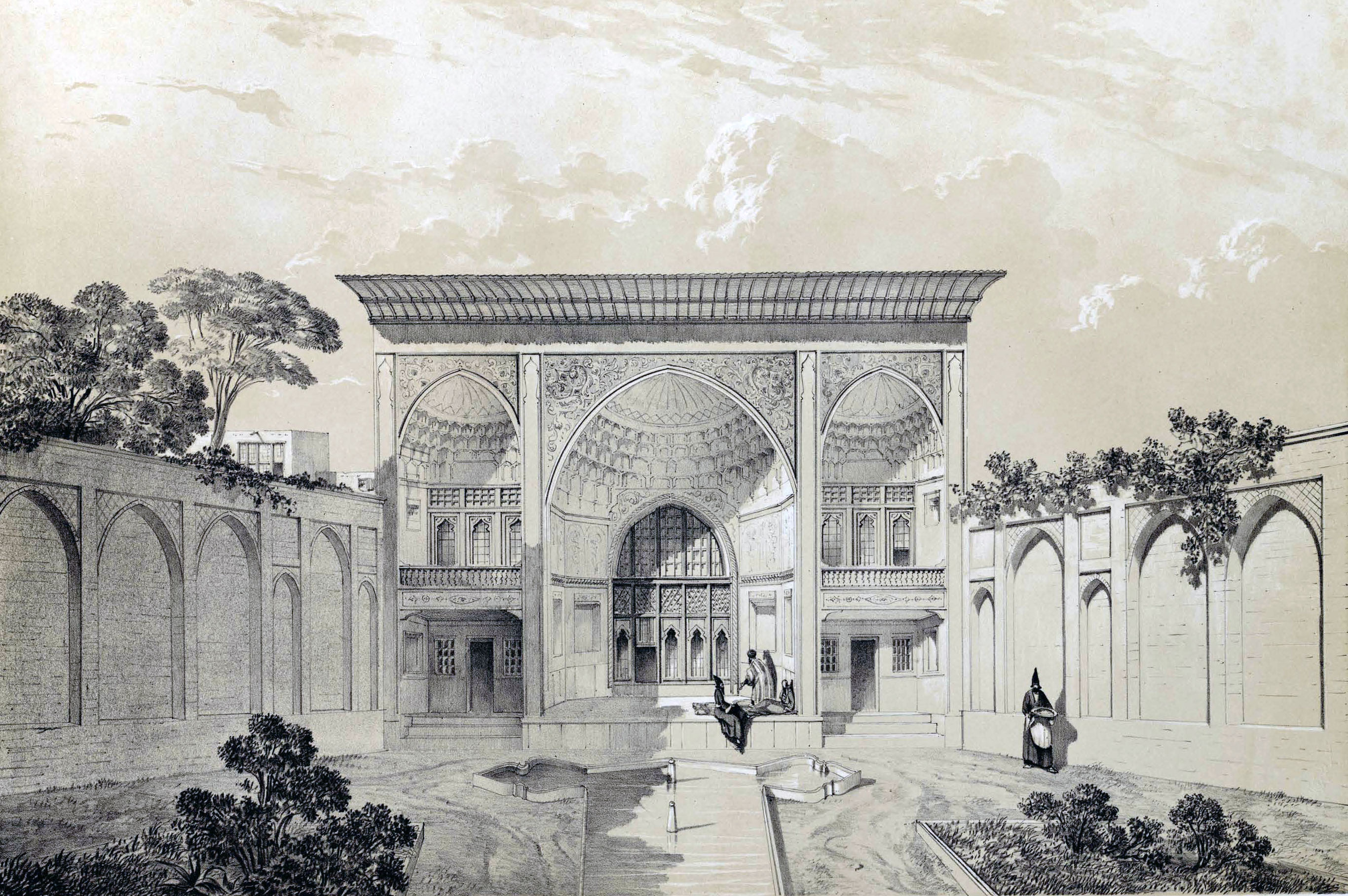
Ежен Фланден. «Дворик палацу хана Хусейна, Тегеран», друк 1840

## Всесвітня спадщина ЮНЕСКО
- Пасаргади, провінція Фарс
- Фортеця Агр е Бам
- Бегістунський напис, місто  Керманшах
- Парса або Персеполіс, 70 км від міста Шираз
- Мечеть і мавзолей Ісмаіла Кодабенде
- Дур-Унташ або Чога-Зенбіль, колишній храмовий комплекс держави Елам та ін.